# Século XX
O século XX iniciou em 1 de janeiro de 1901 e terminou em 31 de dezembro de 2000. Foi um período que se notabilizou pelos inúmeros avanços tecnológicos, conquistas da civilização e reviravoltas em relação ao poder. No entanto, esses anos podem ser descritos como a "época dos grandes massacres", já que nunca houve tantas mortes em conflitos quantas às ocorridas nesse século. Os cientistas europeus Giovanni Arrighi e Eric Hobsbawm escreveram sobre o período, o qual também intitularam seus livros, mas de perspectivas distintas: O longo século XX e Era dos Extremos: o breve século XX, 1914-1991, respectivamente. Também é associado ao Século Americano.
O século XX foi marcado por um período de mudanças tecnológicas, políticas e sociais. Com invenções como a lâmpada, o automóvel e o telefone no final do século anterior, a qualidade de vida aumentou para muitos, ao passo que esse progresso não só prosseguiu no século XX, assim como foi essencial para grandes mudanças no cenário político global. Os Estados Unidos tiveram grandes ganhos econômicos e políticos; por volta de 1900, os Estados Unidos eram a potência industrial líder no mundo em termos de produção. A África, América Central, América do Sul e Ásia também gradualmente rumaram a uma maior autonomia. Com a criação de novos estados independentes em ex-possessões europeias, o balanço de poder ao longo do século XX começou a se deslocar para fora da Europa.
Na Europa, mudanças começaram também. O Império Britânico alcançou o ápice de seu poder. Império alemão e Reino de Itália, que passaram a existir como nações unificadas no final do século XIX, trataram de crescer em poder, economia e influência. Com o nacionalismo à toda a força nesse momento, as potências europeias competiram entre si por terras, força militar e poderio econômico. A Ásia e a África, para a maioria, ainda estava sob controle de seus conquistadores europeus como consequência do neocolonialismo. Exceções existiram, contudo, como na China e no Japão. Além disso, Império do Japão e o Império Russo estavam em guerra entre si em 1905. A Guerra Russo-Japonesa foi uma das primeiras instâncias de uma potência europeia é derrotada por uma nação asiática. A própria guerra reforçou o militarismo japonês e desenvolveu o crescimento de status do Japão por poder no cenário internacional. A Rússia czarista, por outro lado, não lidou bem com a derrota. A guerra expôs a fraqueza militar do país e o crescente retrocesso econômico. Os Estados Unidos foram um elemento de crescente influência na política mundial durante o século XIX. Tornaram sua presença conhecida no cenário mundial desafiando a os espanhóis na Guerra Hispano-Americana, ganhando colônias de Cuba e das Filipinas como protetorados.
Agora, com crescimento na imigração e uma resolução de uma questão de unidade nacional através da sangrenta Guerra Civil Americana, os Estados Unidos estavam surgindo também como uma usina de força industrial, rivalizando com a Grã-Bretanha, Alemanha e França.
As repercussões das Guerras Mundiais, Guerra Fria e globalização criaram um mundo onde as pessoas estão mais unidas do que em qualquer outro momento da história da humanidade, como exemplificado pelo estabelecimento do direito internacional, da ajuda internacional e das Nações Unidas. O Plano Marshall - que gastou US$ 13 bilhões (US$ 100 bilhões em dólares americanos de 2019) para reconstruir as economias das nações do pós-guerra - lançou a "Pax Americana". Ao longo da segunda metade do século XX, a rivalidade entre os Estados Unidos e a União Soviética criou enormes tensões em todo o mundo que se manifestaram em vários conflitos armados e no perigo onipresente de proliferação nuclear. A dissolução da União Soviética em 1991 após o colapso de sua aliança europeia foi anunciada pelo Ocidente como o fim do comunismo, embora no final do século cerca de uma em cada seis pessoas na Terra vivesse sob o regime comunista, principalmente na China, que estava crescendo rapidamente como potência econômica e geopolítica.
Demorou mais de duzentos mil anos de história humana até 1804 para que a população mundial atingisse 1 bilhão; a população mundial atingiu cerca de 2 bilhões em 1927; no final de 1999, a população global atingiu 6 bilhões, com mais da metade concentrada no Leste, Sul e Sudeste Asiático.  A alfabetização global foi em média de 80%. A penicilina e outras descobertas médicas combinadas com as campanhas globais da Organização Mundial da Saúde para a erradicação da varíola e outras doenças responsáveis por mais mortes humanas do que todas as guerras e desastres naturais combinados produziram resultados sem precedentes; a varíola agora só existia em laboratórios. As máquinas estavam sendo utilizadas em todas as áreas de produção, alimentando uma cadeia de abastecimento nacional cada vez mais intrincada, ou seja, pela primeira vez na história, a humanidade não estava mais limitada por quanto poderia produzir, mas sim pela vontade das pessoas de consumir. As melhorias no comércio reverteram o conjunto limitado de técnicas de produção de alimentos usadas desde o período Neolítico, aumentando muito a diversidade de alimentos disponíveis, resultando em uma melhora na qualidade da nutrição humana. Até o início do século XIX, a expectativa de vida era de cerca de trinta na maioria das populações; as médias de vida global ultrapassaram 40+ anos pela primeira vez na história, com mais da metade atingindo 70+ anos (três décadas a mais do que um século antes).

## Importantes desenvolvimentos, eventos e conquistas
1. Agricultura - O desenvolvimento do fertilizante de nitrogênio, pesticidas e herbicidas resultando em um aproveitamento na agricultura significativamente maior.
2. Automóveis - A linha de montagem e a produção em massa de veículos motorizados e outros bens permitiram aos fabricantes produzir mais produtos por custo muito menor. Isso permitiu ao automóvel tornar-se o meio de transporte mais importante.
3. Aviação - A invenção de máquinas voadoras mais pesadas que o ar e o motor a jato permitiram ao mundo ficar "menor".
4. Computação - Eletrônica aplicada, notavelmente em sua forma miniaturizada como circuitos integrados, tornou possível o crescimento mencionado acima da mídia de massa, telecomunicações, computação pessoal e todas os tipos de utensílios "inteligentes"; assim como muitos avanços nas ciências naturais como a física, pelo uso do poder de cálculo em crescimento exponencial (ver supercomputador).
5. Energia - Avanços em física fundamental através da teoria da relatividade e mecânica quântica levou ao desenvolvimento de armas nucleares (conhecidas informalmente como "a Bomba" e jogada na cidade industrial de Hiroshima e na histórica de Nagasaki), o reator nuclear, e o laser. Energia através da fusão nuclear foi estudada extensivamente mas permaneceu como um experimento tecnológico ao final do século.
6. Eletrodomésticos - Invenções como as máquinas de lavar e o ar condicionado levaram a um crescimento tanto em quantidade quanto em qualidade de diversão para a classe média nas sociedades ocidentais.
7. Espaço - O voo espacial aumentou o conhecimento sobre o resto do universo e permitiu comunicações globais em tempo real via satélites geoestacionários.
8. Informação - Disponibilidade em massa do telefone e mais tarde, do computador, especialmente através da Internet, fornece às pessoas novas oportunidades de comunicação quase instantânea.
9. Saúde - Invenções de grande influência no século XX: antibiótico, contraceptivo oral, medicina regenerativa com uso de células-tronco, novos plásticos, transístor, Internet.
10. Telecomunicações - Tecnologias de mídia de massa como o filme, o rádio e a televisão permitem a comunicação de mensagens políticas e entretenimento com impacto sem precedentes.

- Linha de montagem da Ford, 1913.
- Guglielmo Marconi A figura central da história do rádio.
- Albert Einstein, considerado a imagem da inteligência e do pacifismo.
- Santos Dumont O Pai da Aviação.
- O 14-Bis.
- Automóvel equipado com gasogênio (gerador de gás combustível).[4]

## Ciência e Tecnologia

### Saúde
- A disponibilidade e a qualidade da medicina melhoraram de forma espantosa
- Doenças epidêmicas continuaram a se espalhar, aliadas a modernas formas de transporte. Uma pandemia de influenza, a Gripe Espanhola, matou entre 50 e 100 milhões de pessoas entre 1918 e 1920, enquanto a Aids ainda não tem cura e os tratamentos permanecem muito caros para uso em larga escala nos países em desenvolvimento.
- Avanços em medicina, como a invenção do antibiótico, diminuíram sensivelmente o número de pessoas que morreram por doença.
- Drogas contraceptivas e transplante de órgãos foram desenvolvidos. A descoberta das moléculas de ADN e o advento da biologia molecular permitiu a clonagem e a engenharia genética.
- Um grande divisor entre países em desenvolvimento e países desenvolvidos passa a ser o acesso à medicina moderna.
- Desenvolvimento de soro antiofídico para tratar picadas de Crotalus e Bothrops por Vital Brazil, em 1901.

- Alexander Fleming O descobridor da penicilina retratado em um selo.
- Áreas do corpo humano onde a aplicação da terapia com células-tronco[5] é promissora.
- Estação Espacial Internacional em Junho de 1999.

## Cultura e entretenimento
- No início do século, Paris é a capital artística do mundo, onde tanto escritores, compositores e artistas franceses quanto estrangeiros se encontram.
- Filmes, música e a mídia tiveram uma grande influência na moda e tendências em todos os aspectos da vida. Como muitos filmes e músicas se originaram dos Estados Unidos, a cultura americana se espalhou rapidamente por todo o mundo.
- Após ganhar direitos políticos em grande parte da Europa e nos Estados Unidos na primeira parte do século, e com o advento de novas técnicas de controle de natalidade, as mulheres tornaram-se mais independentes ao longo do século.
- Os estilos de música Rock n' Roll e Jazz foram desenvolvidos nos Estados Unidos, e rapidamente tornaram-se formas dominantes de música popular na América do Norte, e mais tarde, no mundo. Os Beatles, uma banda britânica de Rock & Roll dos anos 1960, tornou-se o maior sucessos de todos os tempos, e isso é creditado, em seus últimos álbuns experimentais, mudando permanentemente o que era possível imaginar na música popular.
- A arte moderna emerge com, no seu contexto, diferentes estilos como o expressionismo, cubismo, fauvismo, abstracionismo, surrealismo.
- O automóvel forneceu de forma ampla capacidades crescentes de transporte para um membro comum das sociedades ocidentais na primeira metade do século, espalhando-se ainda mais com o passar do tempo. O desenvolvimento urbano por quase todo o Ocidente focou no transporte por carro. O carro tornou-se um símbolo máximo da sociedade moderna, com estilos de carro que expressam o estilo de vida de seus donos.
- Os esportes tornaram-se parte importante da sociedade, tornando-se uma atividade não apenas para os privilegiados. Assistir os esportes, mais tarde também pela televisão, tornou-se uma atividade popular.

- Charles Chaplin (1889-1977), considerado o "Rosto do Século XX".[6]
- Cena do filme Nasce uma Estrela.
- Michael Jackson (1958-2009) o rei do Pop, recordista de venda de álbuns e ícone da música, é considerado "o maior artista de todos os tempos".
- Madonna (1958-) a rainha do Pop, polêmica, abriu caminho na música para a abordagem de variados temas, entre eles sexualidade e religião.
- The Beatles (John, Ringo, Paul e George), símbolo do progressismo cultural da segunda metade do século.
- Elvis Presley (1935-1977), o rei do Rock, símbolo da rebeldia e ousadia trazidas com o rock and roll.
- Pelé (1940-2022) o Atleta do Século e tricampeão do mundo de futebol.
- Garrincha (1933-1983) o Anjo das Pernas Tortas e bicampeão do mundo de futebol.
- Guitarra elétrica, invenção que revolucionou a música popular.
- Humphrey Bogart (1899-1957), premiado ator norte-americano, no filme Casablanca de 1942.
- Clark Gable (1901-1960), brilhante ator norte-americano no filme Gone With the Wind (um dos primeiros filmes a cores) de 1939, em que estrelou com Vivien Leigh.
- Judy Garland (1922-1969), no filme The Wizard of Oz de 1939, um sucesso de bilheteria e um dos primeiros filmes a cores.
- Marilyn Monroe (1926-1962), reconhecida como símbolo sexual, no filme  Gentlemen Prefer Blondes, de 1953.
- Cena da "Queda Babilônia" um dos episódios do filme Intolerância de D.W. Griffith, de 1916, considerado por muitos críticos o maior filme da era muda de todos os tempos.
- D.W. Griffith (1875-1948), cineasta norte-americano, considerado o "pai" da montagem paralela do close e dos movimentos de câmera.
- Alfred Hitchcock (1889-1980), cineasta anglo-americano, diretor de filmes de suspense que revolucionaram a estética cinematográfica do Século XX.
- Cecil Blount DeMille (1881-1959), outro cineasta norte-americano, diretor de superproduções épicas como Os Dez Mandamentos e Cleópatra.
- Harold Lloyd (1893-1971), ator e cineasta norte americano do cinema mudo.
- Federico Fellini (1920-1993), importante cineasta italiano do Século XX, diretor de clássicos famoso como Il bidone, A Doce Vida, 8½, Julieta dos Espíritos, Amarcord, Roma, Entrevista, E la nave va e La voce della luna.
- Stanley Kubrick (1928-1999) influente cineasta, reconhecido pela sua meticulosidade e persistência técnica, presente em seus clássicos como 2001: A Space Odyssey, A Clockwork Orange e The Shining.
- Le Voyage dans la Lune, de 1902, de Georges Méliès, primeiro filme de ficção científica.
- The Great Train Robbery, de Edwin Stanton Porter, de 1903, primeiro faroeste da história do cinema.
- Jean-Luc Godard (1930-2022), um dos mais polêmicos cineastas do Século XX.
- Pôster de The Birth of a Nation, de D.W. Griffith, primeiro longa-metragem norte-americano, de 200 minutos, de 1915.
- Mariah Carey (1970-) considerada como a "songbird supreme", alcançou diversos recordes e conseguiu ser a artista solo com mais músicas em primeiro lugar.

## Guerras e política
- Crescimento do nacionalismo e da percepção nacional estiveram entre as causas da Primeira Guerra Mundial, a primeira das duas guerras que envolveram todas as grandes potências mundiais incluindo Alemanha, França, Itália, Japão, os Estados Unidos e a Commonwealth. A I Guerra Mundial levou à criação de muitos novos países, especialmente na Europa Oriental. Foi considerada por muitos como a "Guerra que terminaria com todas as Guerras".
- Durante a Primeira Guerra Mundial, na Rússia o levante bolchevique levou à Revolução Russa de 1917. Após o envolvimento da União Soviética na II Guerra Mundial, o comunismo tornou-se uma grande força na política global, estendendo-se por todo o mundo: principalmente, à Europa Oriental, China, Indochina e Cuba. Isso levou à Guerra Fria e guerras por procuração com o Ocidente, incluindo guerras na Coreia (1950-53) e Vietnã (1957-75).
- Nações democráticas começaram a estender privilégios de voto a todos os adultos.
- O resultado político e econômico da I Guerra Mundial levou ao crescimento do nazifascismo na Europa, e rapidamente à II Guerra Mundial. Essa guerra também envolveu a Ásia e o Pacífico, na forma de agressão japonesa contra a China e os Estados Unidos. Enquanto a Primeira Guerra Mundial teve suas baixas concentradas entre os soldados, os civis sofreram muito na Segunda resultado do bombardeio de cidades de ambos os lados (inclusive nuclear), e no genocídio, pelos alemães, dos judeus e outros, conhecido como o Holocausto.
- Através da Liga das Nações e, após a Segunda Guerra Mundial, as Nações Unidas, a cooperação internacional cresceu. Outros esforços incluíram a formação da União Europeia, levando a uma moeda comum na maioria dos países da Europa Ocidental, o euro por volta da virada do milênio.
- A criação de Israel, um estado judaico em uma região no mundo de maioria árabe e muçulmana, gerou muitos conflitos, o que foi também influenciado por vastos campos de petróleo em muitos dos países árabes.
- O final do colonialismo levou à independência de muitos países africanos e asiáticos (ver: Descolonização). Durante a Guerra Fria, muitos desses se alinhariam com os Estados Unidos, a URSS ou a China para defender-se.
- O termo Sudeste Asiático foi cunhado.
- A "queda do comunismo" no final dos anos 1980 libertou a Europa do Leste e Central da supremacia soviética. Isso também levou à fragmentação da União Soviética (ver: Dissolução da União Soviética) e da Iugoslávia (ver: Desintegração da Iugoslávia) em muitos estados, alguns com grande rivalidade étnica, e deixou os Estados Unidos como a superpotência mundial.
- Com o fim da Guerra Fria, iniciam-se os processos de lustração e descomunização.[7]

### "A Grande Guerra"

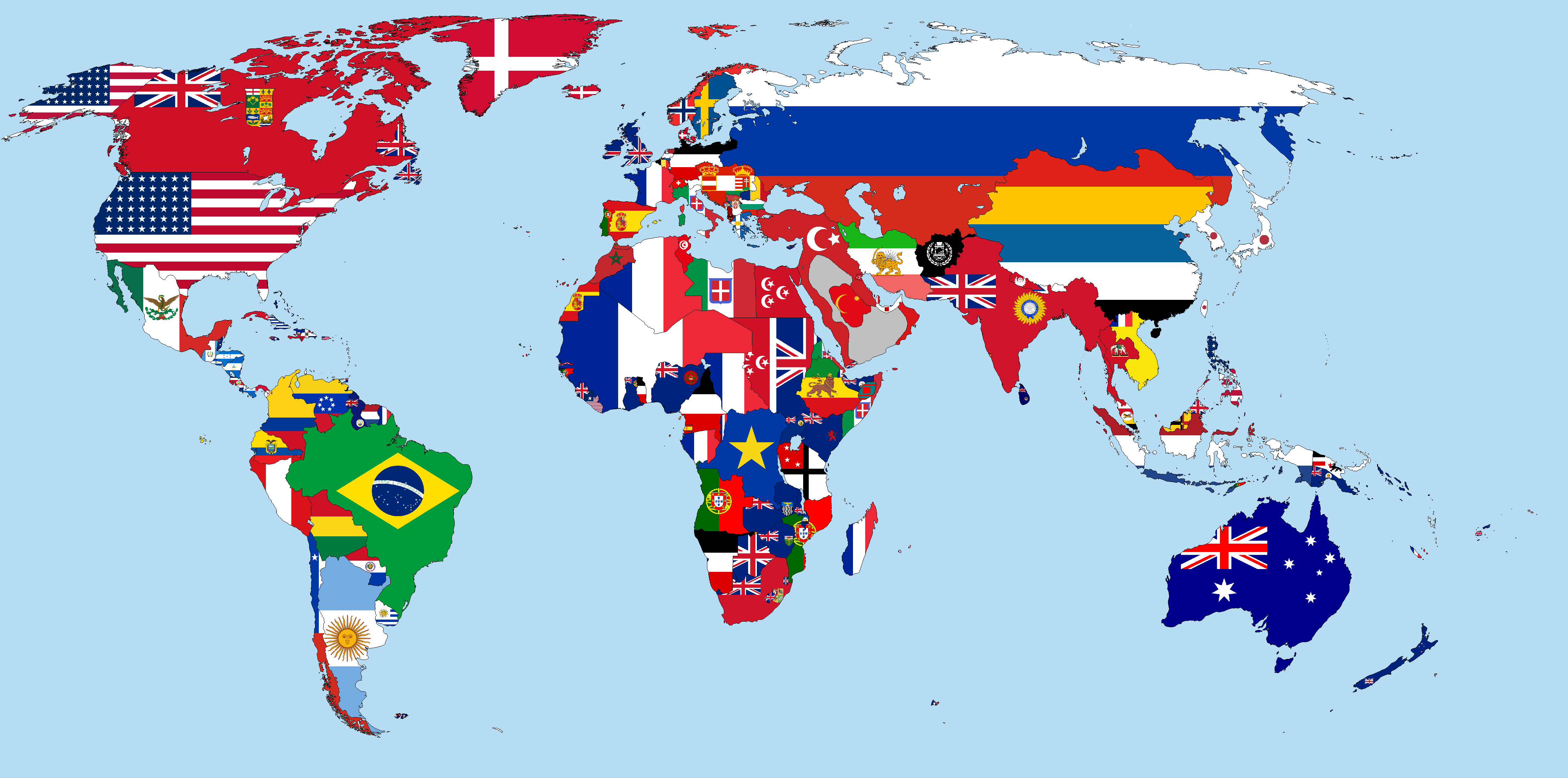
Mapa político do mundo em 1914.

A Primeira Guerra Mundial começou em 1914 e terminou em 1918. Foi iniciada com o assassinato do herdeiro do trono do Império Áustro-Húngaro, o Erzherzog (Arquiduque) Franz Ferdinand (mais conhecido nos países lusófonos como Francisco Ferdinando ou Francisco Fernando), por Gavrilo Princip (Gabriel Príncipe) da organização nacionalista Sérvia "Mão Negra". Chamado pelo nacionalismo eslavo para ajudar, os russos vieram a ajudar os sérvios quando foram atacados. Alianças tecidas, corrida armamentista crescente e velhos ódios arrastaram a Europa para a guerra. Os aliados da I Guerra Mundial, conhecidos como "A Tríplice Entente", compreendia o Império Britânico, o Império Russo e a França, assim como o Reino de Itália e os Estados Unidos mais tarde na guerra (em retaliação aos submarinos alemães, que torpedearam o navio RMS Lusitania). Do outro lado, Alemanha, juntamente com a Áustria-Hungria e mais tarde o Império Otomano, ficaram conhecidos como "As Potências Centrais".
Em 1917 a Rússia terminou com ações hostis contra as Potências Centrais após a queda do Czar. Os Bolcheviques negociaram o Tratado de Brest-Litovsk com a Alemanha apesar de ter custado muito à Rússia. Apesar de a Alemanha ter trocado do Frente Oriental para a Ocidental grande quantidade de forças após o Tratado de Brest-Litovsk, não conseguiu parar o avanço dos aliados, especialmente com a entrada das tropas norte-americanas em 1918.
A própria guerra foi também uma oportunidade para as nações combatentes exibirem sua força militar e engenhosidade tecnológica. Os alemães introduziram a metralhadora e gases mortais. Os britânicos foram os primeiros a usar tanques. Ambos os lados tiveram uma oportunidade de testar suas novas aeronaves para ver se elas poderiam ser usadas em combate. Acreditou-se que a guerra seria curta, mas desde que a guerra de trincheiras foi criada como a melhor forma de defesa, os avanços em ambos os lados foram muito lentos. Portanto, a guerra arrastou-se por um período mais longo e causou mais fatalidades que o esperado.
Quanto a guerra finalmente terminou em 1918, os resultados aprontaram o cenário para os próximos cinquenta anos. Primeiro e mais importante, os alemães foram forçados a assinar o Tratado de Versalhes, forçando-os a fazer pagamentos exorbitantes para reparar os danos causados durante a Guerra. Muitos alemães sentiram que aquelas reparações eram injustas porque eles não haviam de fato "perdido" a guerra nem sentiam que haviam causado a guerra. A Alemanha nunca foi ocupada por tropas aliadas, no entanto teve que aceitar um governo democrático liberal imposto pelos vitoriosos após a abdicação do Kaiser Wilhelm II (Guilherme II).
Muito do mapa da Europa foi redesenhado pelos vitoriosos baseados na teoria que guerras futuras poderiam ser prevenidas se todos os grupos étnicos tivessem sua própria "pátria". Novos estados como a Jugoslávia e Checoslováquia foram criados do antigo Império Áustro-Húngaro para acomodar as aspirações nacionalistas desses grupos. Um órgão internacional chamado de a Liga das Nações foi formado para mediar disputas e prevenir futuras guerras, apesar de que sua efetividade foi severamente limitada, entre outras coisas, pela recusa dos Estados Unidos de se juntar a ela.
O mundo inteiro sentiu o gosto amargo do que o combate industrializado em escala mundial poderia fazer. A ideia de guerra como uma nobre defesa de um país por uma boa causa desapareceu, quando os povos de todas as nações refletiram acerca das deficiências de seus líderes, que haviam causado a dizimação de toda uma geração de jovens. Ninguém tinha interesse em outra guerra de tamanha magnitude. O pacifismo tornou-se popular e virou moda.
- Tropas russas se posicionando. O cenário se formava.
- Fokker Dr. I.
- A queda muro de Berlim em 9 de novembro de 1989, a vitória capitalista na Guerra Fria.

### Entre duas guerras
"Entreguerras" é a denominação dada ao período que se estende do fim da primeira guerra mundial, em 11 de novembro de 1918, até o início da segunda guerra mundial, em 1 de setembro de 1939.
O período foi marcado pela quebra da bolsa de Nova Iorque, associada a graves tensões políticas, culminando com a ascensão dos regimes totalitários em alguns países europeus e também no resto do mundo. Na Alemanha e na Itália, surgiram o nazismo e o fascismo, respectivamente. No Brasil, além do surgimento de um movimento de inspirações semelhantes ao fascismo, o integralismo, houve a ascensão de Getúlio Vargas ao poder, instaurando o Estado Novo. Esse período entre-guerras pôs fim à hegemonia do capitalismo, e o socialismo foi colocado em prática. Quando o socialismo infiltrou-se na Rússia deu origem aos partidos de oposição ao czarismo.
- Josephine Baker na Folies Bergère (Paris, 1935) dançando o Charleston, dança que foi um dos símbolos dos "Anos Loucos".
- 30 de Outubro de 1938: Orson Welles transmite "A Guerra dos Mundos" dramatizando a invasão alienígena de Marte na Terra, causando pânico em massa, já que muitos ouvintes acreditaram tratar-se de uma invasão real.[8]
- Rádio valvulado, no estilo Art Déco, característico da "Era de Ouro do Rádio".

#### Depressão económica

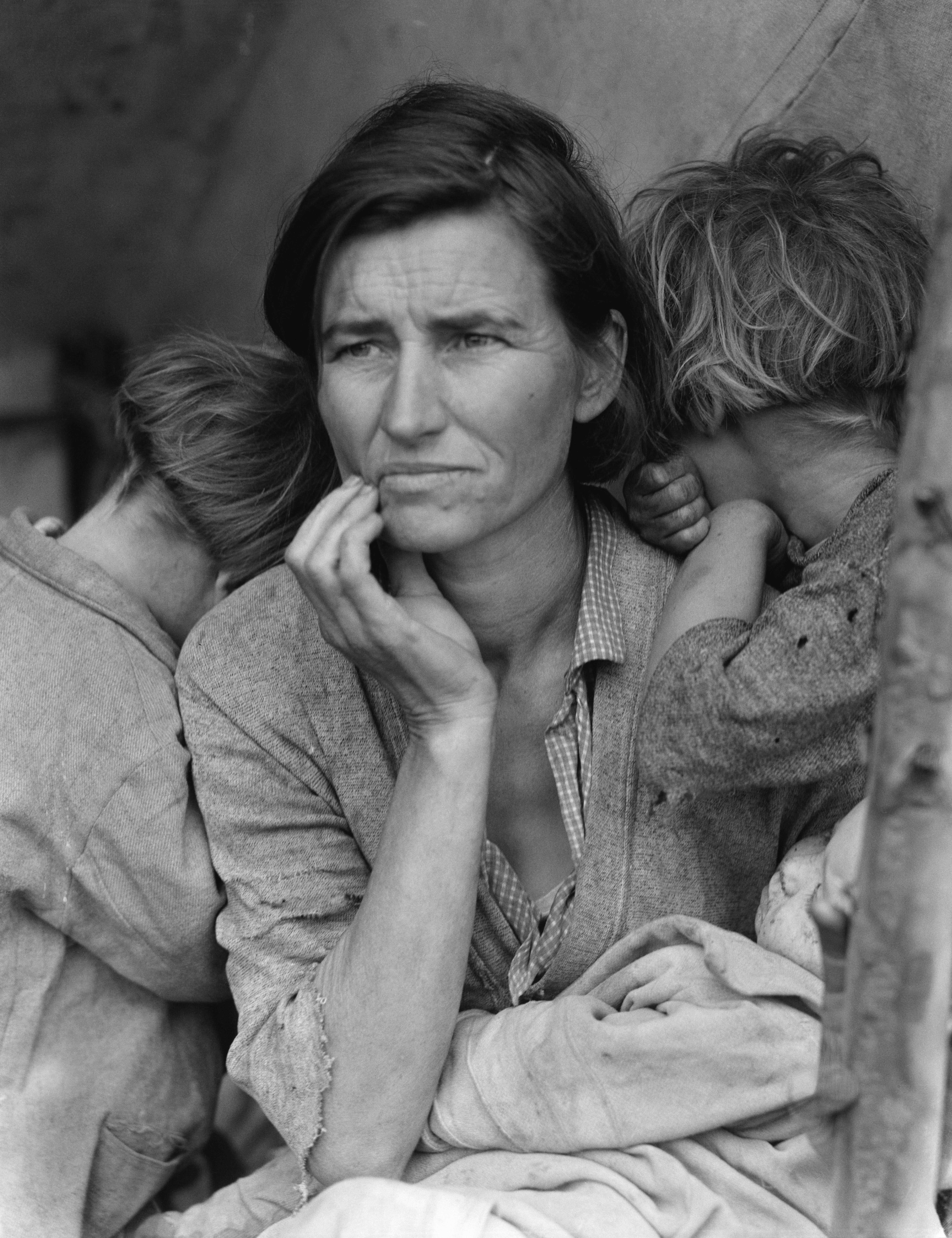
Migrant Mother, de Dorothea Lange, uma das fotografias americanas mais famosas da década de 1930, mostrando Florence Owens Thompson, mãe de sete crianças, de 32 anos de idade, em Nipono, Califórnia, março de 1936, em busca de um emprego ou de ajuda social para sustentar sua família. Seu marido havia perdido seu emprego em 1931, e morrera no mesmo ano. Foto apontada pela revista Life como uma das 100 Fotografias que Mudaram o Mundo.

A economia após a Primeira Guerra Mundial permaneceu forte ao longo da década de 1920. A guerra proveu estímulo para a indústria e para a atividade econômica em geral. Houve muitos sinais de alerta predizendo o colapso do sistema econômico global em 1929 que foram de uma maneira geral incompreendidos pelas lideranças políticas da época. A resposta à crise geralmente fez a situação piorar, uma vez que milhões de pessoas assistiram suas economias tornarem-se irrisórias e a ideia de um emprego estável com um salário razoável se dissipando.
Muitos procuraram repostas em ideologias alternativas como o comunismo e o fascismo. Eles acreditavam que o sistema econômico estava em colapso e novas ideias eram necessárias para resolver a crise. As primeiras respostas à crise eram baseadas na pressuposição que o mercado livre iria corrigir a si mesmo, contudo, este fez pouco para corrigir a crise ou aliviar o sofrimento de muitas pessoas. Portanto, a ideia de que um sistema existente seria reformado pela intervenção governamental na economia (keynesianismo) ao invés de uma abordagem laissez-faire tornou-se proeminente como uma solução para a crise.
Governos democráticos assumiram a responsabilidade de prover serviços necessários para na sociedade e aliviar a pobreza e assim nascia o estado de bem-estar social. Estes dois princípios político-econômicos, a crença em intervenção governamental e o estado de bem-estar social, como oposição à crença de que o mercado livre e instituições privadas, iria definir muitas batalhas políticas pelo resto do século.

#### A ascensão das ditaduras
O fascismo apareceu pela primeira vez na Itália com a ascensão ao poder de Benito Mussolini em 1922.
Quando Adolf Hitler chegou ao poder na Alemanha em 1933, uma nova variante do fascismo chamada nazismo apoderou-se da Alemanha, extinguiu a república de Weimar e encerrou a experiência alemã com a democracia.
O Partido Nacional Socialista na Alemanha era dedicado à restauração da honra e do prestígio alemão, a unificação dos povos de língua germânica e a anexação da Europa Central e Oriental como estados vassalos, com a população eslava servindo com trabalho escravo para atender aos interesses econômicos alemães. Houve também um grande apelo para a pureza racial (a ideia de que os alemães eram a Herrenvolk ou raça mestra) e um vicioso antissemitismo/antijudaísmo que promoveu a ideia de que os judeus eram sub-humanos (Untermensch) e dignos apenas de extermínio.
- Suástica: símbolo máximo do nazismo.
- Benito Mussolini e Adolf Hitler.
- Símbolo do Antifascismo (ver: Resistência alemã e Resistência italiana).

Muitos povos na Europa Oriental e os Estados Unidos saudaram a ascensão de Hitler com alívio ou indiferença. Não viam nada de errado com uma Alemanha forte pronta para desafiar a ameaça comunista ao Ocidente (ver: Anticomunismo). O antissemitismo durante a Grande Depressão rapidamente se espalhou já que muitos estavam contentes de culpar os judeus de causar a crise econômica (ver: Dolchstoßlegende - "Lenda da punhalada pelas costas").
Hitler começou a colocar seu plano em movimento, anexando a Áustria no Anschluss, ou reunificação da Áustria com a Alemanha, em 1938. Ele então negociou a anexação dos Sudetos (Sudentenland), uma área montanhosa de língua alemã da Tchecoslováquia, na Conferência de Munique. Os britânicos estavam ávidos de evitar guerra e acreditavam na promessa de Hitler de proteger a segurança do estado checo. Hitler anexou o resto do estado checo logo a seguir. Não poderia mais ser dito que Hitler estava puramente interessado em unificar o povo alemão.
O fascismo não era a única forma de ditadura a ascender no período pós-guerra. Quase todas as novas democracias nas nações da Europa Oriental caíram e foram substituídas por regimes autoritários. A Espanha também tornou-se uma ditadura sob a liderança do General Francisco Franco após a Guerra Civil Espanhola. Estados totalitários tentaram alcançar controle total sobre seus povos bem como sua total lealdade. Eles mantiveram o estado sobre o indivíduo, e foram responsáveis por alguns dos piores atos na história, como o Holocausto.

### Segunda Guerra Mundial

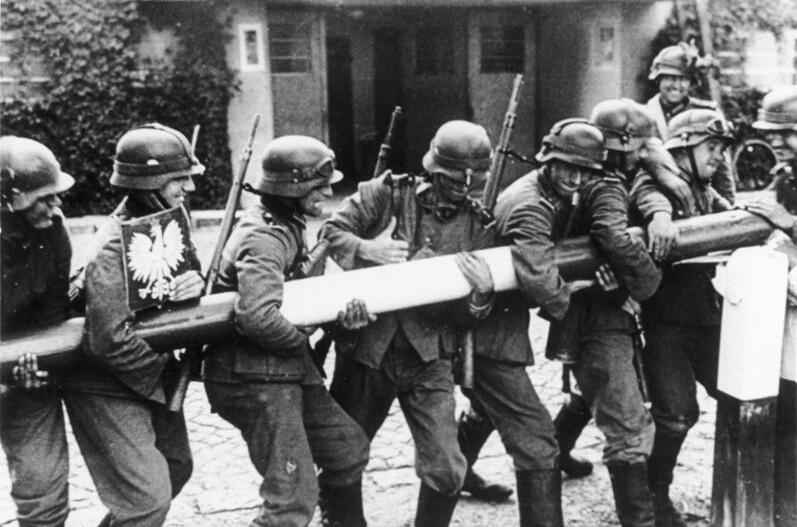
1.º de Setembro de 1939: soldados alemães derrubam a fronteira da Polônia.

O marco inicial ocorreu no ano de 1939, quando a Wehrmacht (forças armadas alemãs) e o Exército Vermelho (URSS) invadiram a Polônia (ver: Invasão da Polônia e Invasão soviética da Polónia). De imediato, a França e a Inglaterra declararam guerra à Alemanha. De acordo com a política de alianças militares existentes na época, formaram-se dois grupos: Aliados (liderados por Inglaterra, URSS (desde 1941), França e Estados Unidos) e o Eixo (Alemanha Nazista, Itália e Japão). A 27 de Setembro de 1940, em Berlim, as Potências do Eixo firmaram o Pacto Tripartite. A Segunda Guerra Mundial (1939–1945) opôs os Aliados às Potências do Eixo, tendo sido o conflito que causou mais vítimas em toda a história da Humanidade. As principais potências aliadas eram a República da China, a França, a Grã-Bretanha, a União Soviética e os Estados Unidos. O Brasil se integrou aos Aliados em 1943. A Alemanha, a Itália e o Japão, por sua vez, perfaziam as forças do Eixo. Muitos outros países participaram na guerra, quer porque se juntaram a um dos lados, quer porque foram invadidos, ou por haver participado de conflitos laterais. Em algumas nações (como a França e a Jugoslávia), a Segunda Guerra Mundial provocou confrontos internos entre partidários de lados distintos. O líder alemão de origem austríaca Adolf Hitler, Führer do Terceiro Reich, pretendia criar uma "Nova Ordem Nazista" na Europa, baseada nos princípios nazistas da suposta superioridade alemã, na exclusão; e, supostamente eliminação física incluída; de algumas minorias étnicas e religiosas, como os judeus e os ciganos, bem como deficientes físicos e homossexuais; na supressão das liberdades e dos direitos individuais e na perseguição de ideologias liberais, socialistas e comunistas.

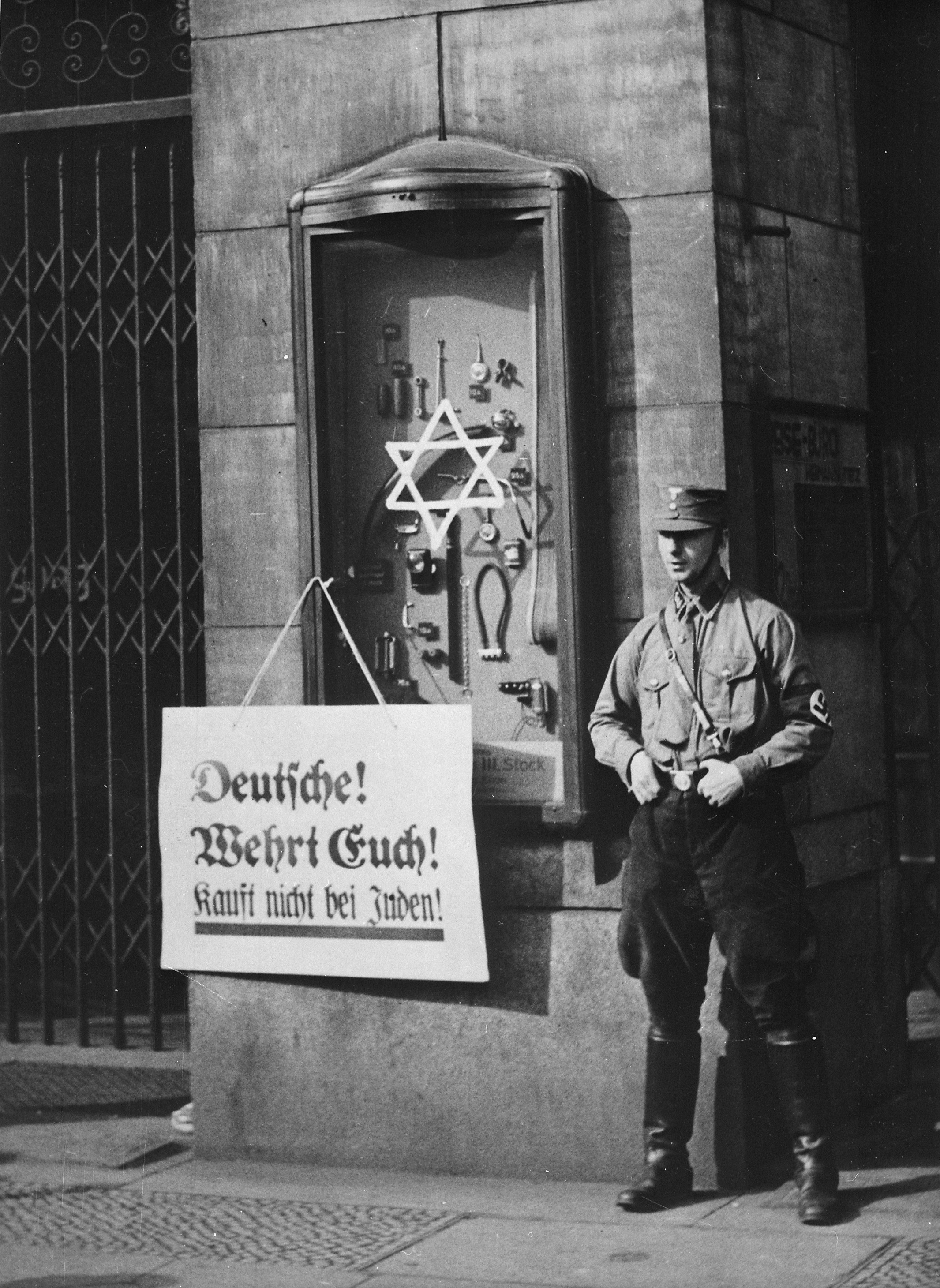
Antissemitismo na Alemanha Nazista: "Não compre dos Judeus!".

Tanto a Itália como o Japão entraram na guerra para satisfazer os seus propósitos expansionistas (ver: Grande Itália e Expansionismo japonês). As nações aliadas (como a França, a Grã-Bretanha e os Estados Unidos) opuseram-se a estes desejos das potências do Eixo. Estas nações, juntamente com a União Soviética, após a invasão desta pela Alemanha (operação Barbarossa), constituíram a base do grupo dos Aliados.
O período de 1939 a 1941 foi marcado por vitórias do Eixo, lideradas pelas forças armadas da Alemanha, que conquistou o Norte da França, Iugoslávia, Polônia, Ucrânia, Noruega e territórios no norte da África. O Japão anexou a Manchúria, enquanto a Itália conquistava a Albânia e territórios da Líbia.
Em 1941 o Japão ataca a base militar norte-americana de Pearl Harbor no Oceano Pacífico (Havaí). Após este fato, considerado uma traição pelos norte-americanos, os estados Unidos entraram no conflito ao lado das forças aliadas.
De 1941 a 1945 ocorreram as derrotas do Eixo, iniciadas com as perdas sofridas pelos alemães no rigoroso inverno russo durante a batalha de Stalingrado. Neste período, ocorre uma regressão das forças do Eixo que sofrem derrotas seguidas. Com a entrada dos Estados Unidos, os aliados ganharam força nas frentes de batalhas.
O Brasil participa diretamente, enviando para a Itália (região de Monte Cassino) os pracinhas da FEB, Força Expedicionária Brasileira. Os cerca de 25 mil soldados brasileiros conquistam a região, somando uma importante vitória ao lado dos Aliados.

#### A guerra na Europa

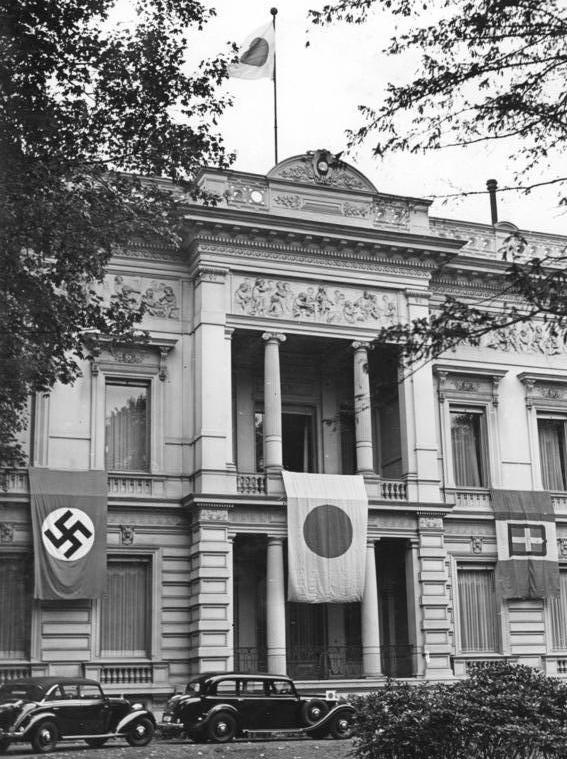
Bandeiras do Terceiro Reich, Império do Japão e Reino de Itália em Berlim, quando da oficialização do Pacto Tripartite em Setembro de 1940.

Logo após os eventos na Checoslováquia, Reino Unido e França garantiram proteção à Polônia, que parecia ser o próximo na lista de Hitler. A Segunda Guerra Mundial oficialmente começou em 1 de Setembro de 1939. Nesta data, Hitler lançou sua Blitzkrieg, ou guerra-relâmpago, contra a Polônia. Grã-Bretanha e França, para grande surpresa de Hitler, imediatamente declararam guerra à Alemanha, mas a ajuda que podiam oferecer à Polônia era irrisória. Apenas poucas semanas depois, as forças polacas estavam subjugadas e o seu governo fugiu para o exílio em Londres.
Iniciando a II Grande Guerra, os alemães haviam lançado um novo tipo de estratégia de guerra, caracterizado pelas forças altamente móveis e o uso de aeronaves de grande porte. A estratégia alemã se concentrava na devoção do Wehrmacht, ou forças armadas alemãs, no uso de grupos de tanques, chamados de divisões Panzer, e grupos de infantaria móvel, em harmonia com incansáveis ataques do céu. Cerco também era uma parte importante da estratégia. Esta mudança esmagou qualquer expectativa de que a Segunda Guerra Mundial seria lutada nas trincheiras como a primeira.
Enquanto as forças de Hitler conquistavam a Polônia, a União Soviética, sob o Secretário Geral Josef Stalin, estava agindo para garantir territórios em uma parte secreta de um tratado de não-agressão (o Pacto Molotov-Ribbentrop) entre a URSS e a Alemanha. Este tratado deu a Stalin caminho livre para as repúblicas bálticas da Estônia, Letônia e Lituânia, assim como a Polônia Oriental, todos que permaneceriam como possessões soviéticas após a guerra. Em 17 de Setembro teve início a Invasão Soviética da Polónia. Stalin também lançou um ataque à Finlândia, que ele esperava reduzi-la a nada além de um estado fantoche soviético, mas o Exército Vermelho encontrou dura resistência no que ficou conhecido como a Guerra do Inverno, e teve sucesso em ganhar apenas um limitado território dos finlandeses. Esta ação levaria mais tarde a uma aliança entre os finlandeses e a Alemanha quando do ataque à União Soviética em 1941.
Após a derrota da Polônia, um período conhecido como Guerra de Mentira aconteceu durante o inverno de 1939-1940. Tudo isso mudou em 10 de Maio, 1940, quando os alemães lançaram um ataque massivo aos Países Baixos (Bélgica, Holanda e Luxemburgo), mais provavelmente para superar a Linha Maginot de defesas nas fronteiras franco-alemãs. Com isto testemunhou-se a incrível queda do Eben Emael, um forte belga considerado inviolável e guardado por 600 belgas, a uma força de apenas 88 paraquedistas alemães. O pior foi que o Rei Leopoldo III da Bélgica se rendeu aos alemães em 28 de Maio sem avisar seus aliados, expondo o flanco inteiro das forças aliadas para grupos de panzers alemães. Seguindo-se à conquista dos Países Baixos, Hitler ocupou a Dinamarca e a Noruega, começando em 9 de Abril de 1940. A Noruega era mais importante estrategicamente por causa de suas rotas navais que supriam minas suecas cruciais para a máquina de guerra nazista. A Noruega resistiu por algumas semanas cruciais, mas a Dinamarca rendeu-se após apenas quatro dias.
Com o desastre nos Países Baixos, a França, considerada àquela época possuir o melhor exército do mundo, durou apenas quatro semanas, com Paris sendo ocupada em 14 de Junho. Três dias depois, o Marechal Philippe Pétain se rendeu aos alemães. A disputa na França também levou a um dos maiores mistérios da guerra, e o primeiro grande tropeço de Hitler, na batalha de Dunquerque, onde um terço de milhão de soldados britânicos e franceses encurralados foram evacuados não apenas por barcos de guerra britânicos, mas por cada barco que o exército conseguiu encontrar, incluindo botes de pesca. Hitler se recusou a "arriscar" seus panzers em ação em Dunquerque, seguindo conselho do Ministro da Aeronáutica Herman Göring e permitindo à Luftwaffe, ou Força Aérea alemã, cuidar do serviço. A ironia nisso foi que os homens que escaparam formariam a cúpula do exército que invadiria as praias da Normandia em 1944. Hitler não ocupou toda a França, mas por volta de três quartos, incluindo toda a costa do Atlântico, permitindo que o Marechal Pétain permanecesse como ditador de uma área conhecida como França de Vichy. Contudo, membros do Exército francês que escaparam se uniram ao redor do General Charles de Gaulle para criar as Forças Francesas Livres, que continuaria a batalhar com Hitler por uma França independente. Neste momento, Mussolini declarou guerra aos aliados em 10 de Junho, pensando que a guerra estava quase acabada, mas ele conseguiu ocupar apenas alguns poucos metros do território francês. Ao longo da guerra, os italianos seriam muito mais um peso aos nazistas do que uma mão, e mais tarde custariam a eles um tempo precioso durante a ocupação da Grécia.
Aqui está uma das maiores ironias da história. Hitler agora permanecia em uma posição única. Ele já havia conquistado um montante incrível de território em um curto espaço de tempo, e teve a chance de dominar toda a Europa (ver: Europa ocupada pela Alemanha Nazista). Certamente, de um ponto de vista militar, é incrível que Hitler tivesse perdido a II Guerra Mundial. Ao longo de 1940 e 1941, ele tomou conhecimento e controle virtual da Hungria, Romênia e Bulgária, assim como a Finlândia como um desconfortável aliado. O segredo é que Hitler apoiou as ideias de generais como Heinz Guderian, geralmente chamado de profeta da guerra acelerada, e Erwin Rommel, um gênio militar que emergiu na II Guerra Mundial. Hitler atribuiu seus sucessos ao seu próprio gênio militar, e sua autoconfiança seria mais tarde a principal causadora da derrota da Alemanha. Hitler poderia agora tornar-se governante da Europa, e possivelmente ditador do mundo, se ele apenas tivesse seguido os planos de senso comum defendidos pelos muitos generais alemães. Contudo, ele não seguiu, salvando o mundo de dominação nazista.

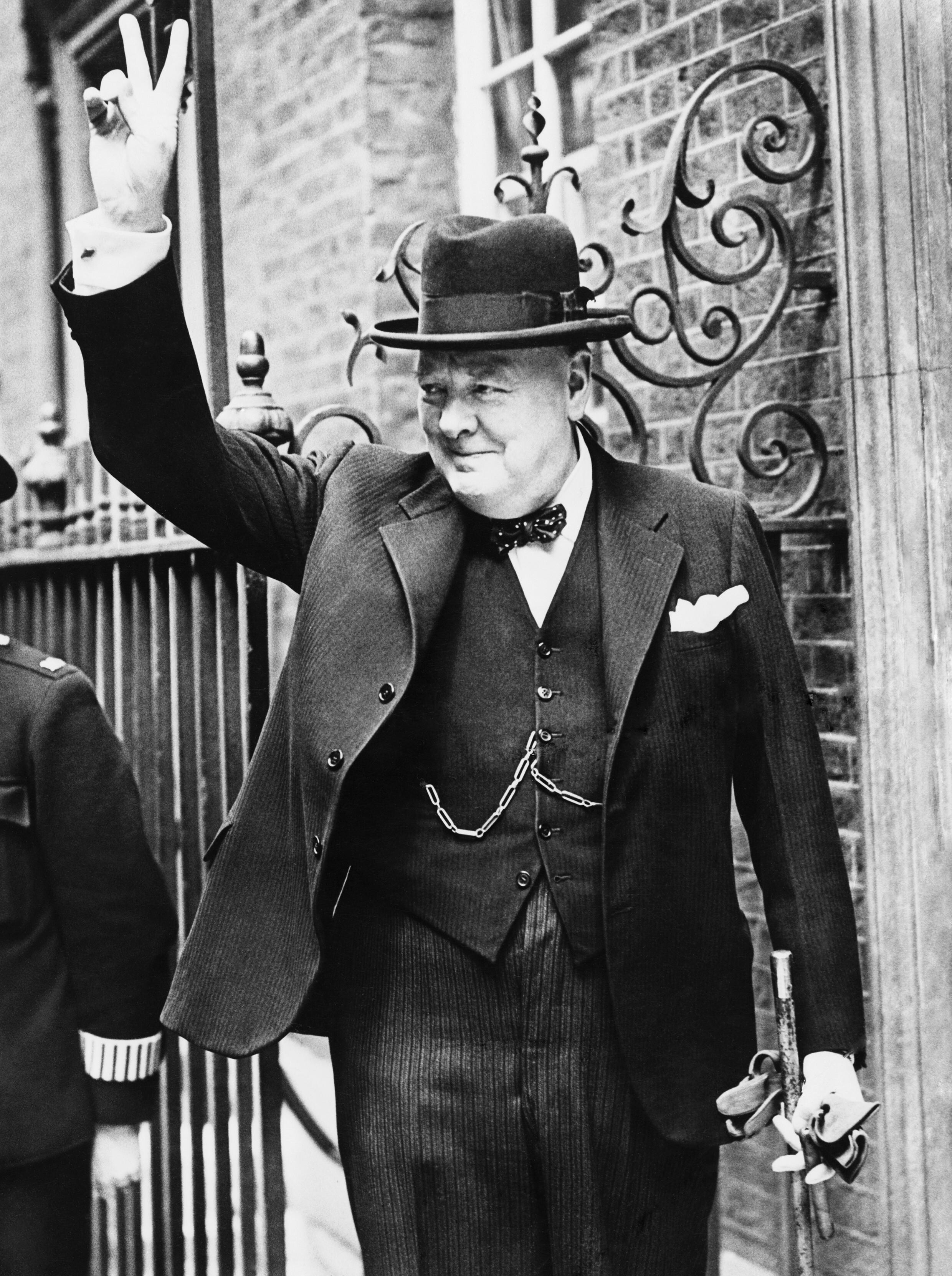
Winston Churchill

Hitler agora se vira para a Grã-Bretanha, que ficou sozinha contra ele. Ele ordenou a seus generais que desenhassem planos de invasão, com o nome código de Operação Leão Marinho, e ordenou à Luftwaffe para lançar um ataque aéreo maciço contra as ilhas britânicas, o que viria a ser conhecido como Batalha da Grã-Bretanha. Os britânicos no começo sofreram perdas consideráveis, mas conseguiram virar a guerra contra a Alemanha, abatendo 2 698 aviões alemães ao longo do verão de 1940 contra apenas 915 perdas da Royal Air Force (RAF). O ponto-chave da virada aconteceu quando os alemães interromperam ataques bem sucedidos contra fábricas britânicas de aviões e estações de comando e coordenação de radar e passaram a bombardear civis, o que ficou conhecido como bombardeio de terror usando o distinto som de "bomba" criado pelo bombardeiro alemão, o Stuka. A mudança veio após uma pequena força de bombardeio britânica ter atacado Berlim. Hitler ficou furioso. Contudo, esta decisão de mudar o foco do ataque permitiu aos britânicos reconstruir a RAF e mais tarde forçar os alemães a adiar indefinidamente a Leão Marinho.
A importância da Batalha da Bretanha é que ela marcou o começo da derrota de Hitler. Em segundo lugar, marcou o advento do radar como uma arma fundamental na guerra aérea moderna. Com o radar, esquadrões de combatentes poderiam ser rapidamente organizados para responder aos bombardeiros que vinham tentar bombardear alvos civis. Também foi possível a identificação do tipo e um palpite no número de aeronaves inimigas a caminho, assim como rastrear aviões amigos.
Hitler, abatido por sua derrota sobre os céus da Inglaterra, agora mirava a leste para a União Soviética. Apesar de ter assinado o pacto de não-agressão com Estaline, Hitler desprezava o comunismo e desejava destruí-lo na terra de seu nascimento. Ele originalmente planejou lançar o ataque no começo da primavera de 1941 para evitar o desastroso inverno russo. Contudo, um golpe pró-aliado na Jugoslávia e a derrota quase vergonhosa de Mussolini em sua invasão à Grécia da ocupada Albânia fez com que Hitler lançasse uma campanha pessoal de vingança na Jugoslávia e ocupasse a Grécia ao mesmo tempo. Os gregos teriam uma vingança amarga; o ataque causou um atraso de muitas semanas cruciais da invasão da Rússia.

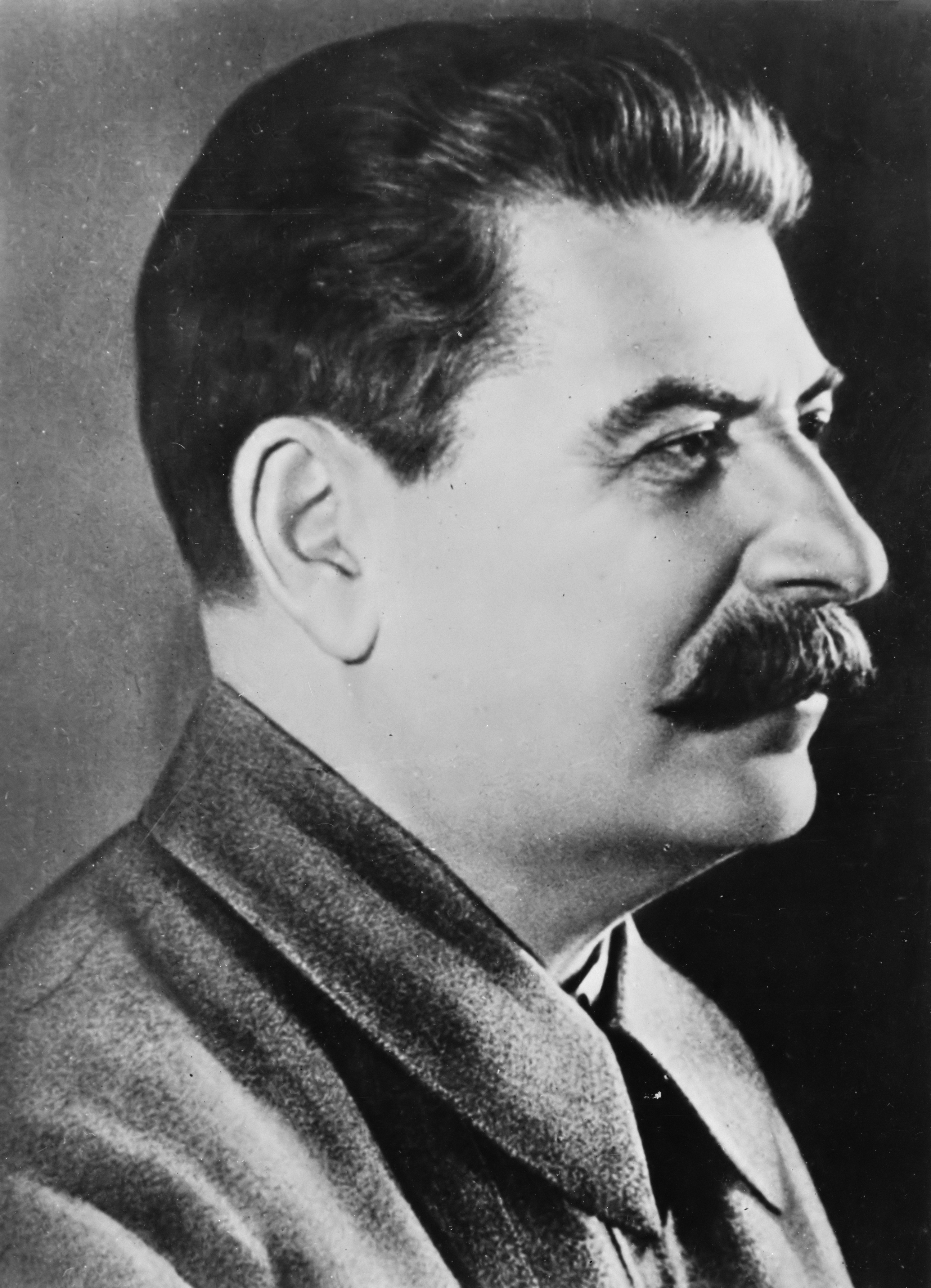
Josef Stalin

Em 22 de Junho de 1941, Hitler apontou a Estaline o maior exército que o mundo havia visto. Mais de três milhões de homens e suas armas foram postos em serviço contra os soviéticos. Estaline havia sido avisado sobre o ataque, tanto por outros países quanto por sua própria rede de inteligência, mas havia se recusado a acreditar nisso. Portanto, o exército russo estava totalmente despreparado e sofreu incríveis retiradas no início da guerra, apesar das ordens de Estaline de contra-atacar os alemães. Ao longo de 1941, forças alemãs, divididas em 3 grupos do exército (Grupo do Exército A, Grupo do Exército B e Grupo do Exército C), ocuparam os estados bálticos da Ucrânia e Bielorrússia, levantaram cerco em Leningrado (atual São Petersburgo) e avançou até 22 quilômetros de Moscovo. Neste momento crucial, o inverno russo, que começou cedo naquele ano, atrasou o Wehrmacht alemão a um ataque aos portões de Moscovo. Estaline havia planeado evacuar a cidade, e já tinha movido funções importantes do governo, mas decidiu ficar e lutar pela cidade. Tropas recentemente chegadas do leste sob o comando do gênio militar Marechal Gueorgui Júkov contra-atacaram os alemães e os afastaram de Moscovo. O exército alemão então enfrentou o inverno.

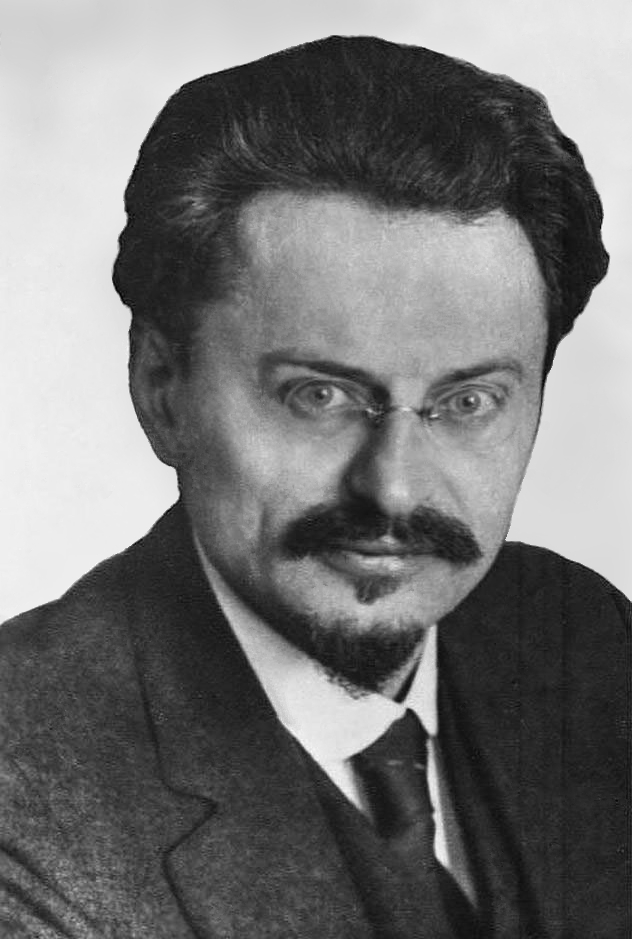
Leon Trotsky

Aqui marca o terceiro grande tropeço de Hitler. Poderia ter ganho a guerra da URSS exceto por algumas razões. Uma, começou a guerra tarde demais para evitar o inverno russo. Segundo, ele tentou capturar muito território muito rápido; ele queria que o exército alemão avançasse sem parar até os Urais, o que somava 2 600 000 km² de território, quando ele provavelmente deveria ter se concentrado em tomar Moscovo e então partir para o coração da União Soviética. Terceiro, ele ignorou a experiência similar de Napoleão Bonaparte quase cento e cinquenta anos antes em sua tentativa de conquistar a Rússia. Apesar disso, Estaline não estava em uma boa posição. Aproximadamente dois quintos do poder industrial da URSS estava em mãos alemãs. Além disso, os alemães eram no início vistos por muitos como libertadores lutando contra os comunistas. Estaline também não era um general muito hábil, e assim como Hitler, no início tentou lutar na guerra como um estrategista militar. Contudo, Hitler conseguiu virar todas as vantagens que tinha contra si, e perdeu a única esperança que restava: conquistar o Cáucaso e tomar controle do Norte da África e do Oriente Médio rico em petróleo.
Mussolini lançou uma ofensiva no Norte africano da Líbia, controlada pelos italianos, contra o Egito, controlada por britânicos. Contudo, os britânicos esmagaram os italianos e estavam prestes a conquistar a Líbia. Hitler decidiu ajudar enviando alguns milhares de tropas, uma divisão da Luftwaffe (o Afrika Korps) sob comando do primeiro-general Erwin Rommel. Rommel decidiu usar sua pequena força para repetidamente esmagar as forças maciçamente superiores do Reino Unido e recapturar a cidade portuária de Tobruk e avançar até o Egito. Contudo, Hitler, enrolado com sua invasão à União Soviética, recusou mandar Rommel e mais tropas. Se tivesse, Rommel poderia ter conquistado o Oriente Médio, onde os regimes aliados ao Eixo tinham tomado a rota no Iraque e Pérsia (atual Irão). Lá, Rommel poderia ter cortado uma das principais rotas de fornecimento aos soviéticos através da Pérsia, e ajudado a tomar o Cáucaso, virtualmente neutralizando a efetividade britânica na guerra e potencialmente selando o destino da URSS. Contudo, Hitler tropeçou novamente, jogando fora os últimos vestígios da vantagem alemã em sua ofensiva em 1942.
Após o inverno, Hitler lançou uma ofensiva nova na primavera de 1942, com o objetivo de capturar o Cáucaso rico de petróleo e a cidade de Estalingrado. Contudo, ele repetidamente mudou suas tropas para onde elas não eram mais necessárias. A ofensiva falhou, e o 6.º Exército inteiro, considerada uma das melhores tropas alemãs, ficou aprisionada em Estalingrado. Hitler agora recusou-se a deixar o 6.º Exército escapar. Ele insistiu que o exército alemão forçaria sua entrada. Herman Goering também assegurou a Hitler que a Luftwaffe poderia fornecer ao 6.º Exército adequadamente, quando ele poderia na realidade apenas fornecer apenas uma fração mínima da munição e da ração necessárias. Consequentemente, o faminto 6.º Exército rendeu-se, deixando uma grande surpresa aos alemães. Ao final, a derrota em Estalinegrado foi o momento da virada da guerra no leste.

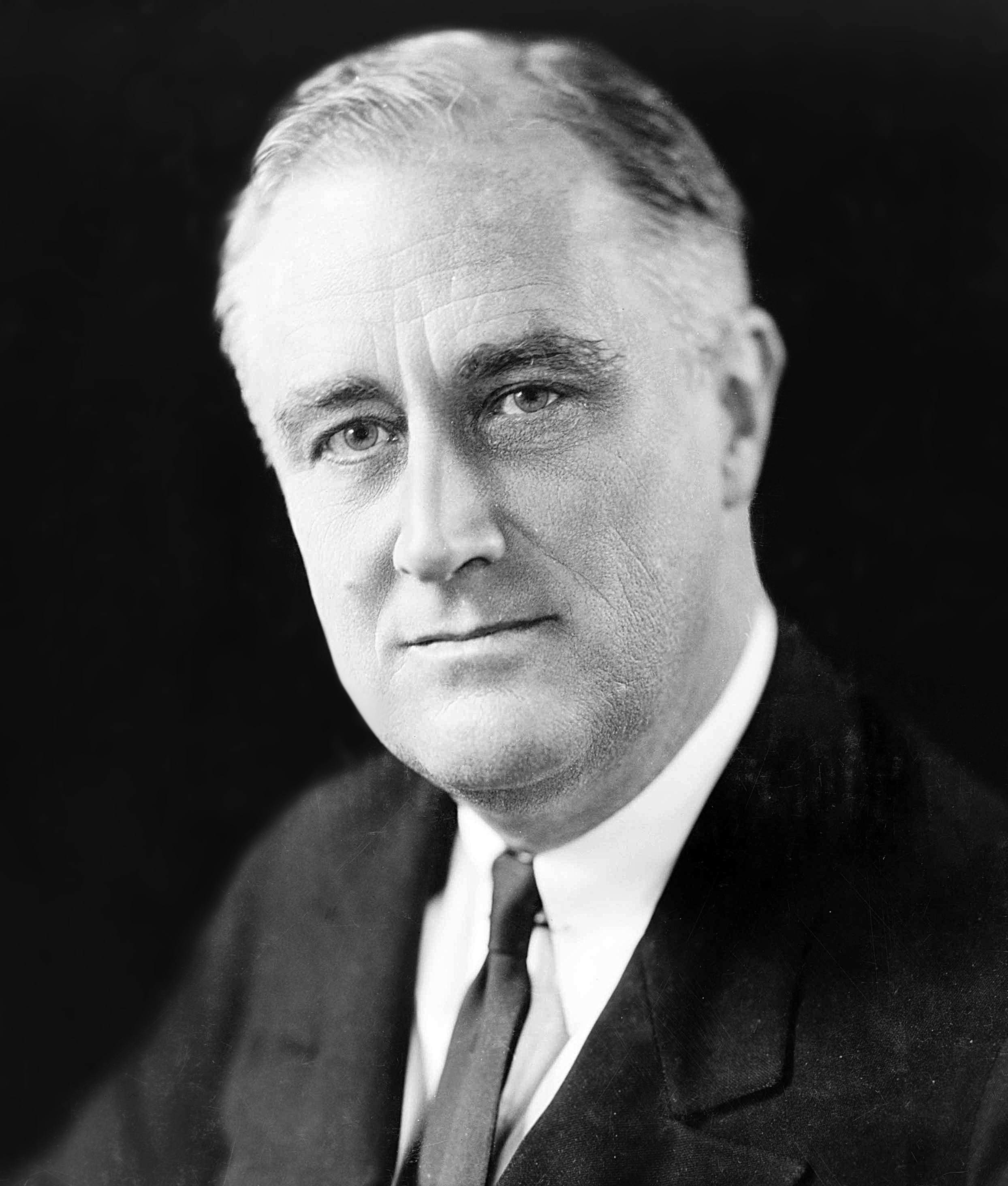
Franklin Delano Roosevelt

Enquanto isso, os japoneses atacaram os Estados Unidos em Pearl Harbor no Havai em 7 de Dezembro de 1941. Este ataque desastroso forçou os norte-americanos a entrarem na guerra. Hitler não precisaria ter declarado guerra aos Estados Unidos, mantendo assim sua neutralidade na Europa, mas não o fez assim. Tanto ele quanto Mussolini declararam guerra apenas alguns dias após o ataque. Naquele momento, a maioria dos generais alemães, preocupados com a guerra na Rússia, nem mesmo perceberam a entrada dos Estados Unidos. Seria um deslize crucial.
Ao longo do resto de 1942 e 1943, os soviéticos começaram a ganhar terreno em relação aos alemães. A batalha de tanques de Kursk é um exemplo. Contudo, a essa altura, Rommel foi forçado a abandonar o norte da África após a derrota em El Alamein, e o Wehrmacht se deparou com grandes baixas que não conseguiria substituir. Hitler também insistiu em uma política de "defesa a todo custo" que proibia a entrega de qualquer território. Ele seguiu a política da "luta até o último homem" que foi completamente ineficiente. No começo de 1944, Hitler havia perdido todas as suas iniciativas na Rússia, e ainda se esforçava para segurar a mudança de maré contra ele.
De 1942 a 1944, os Estados Unidos e a Grã-Bretanha atuaram apenas de uma forma limitada no teatro europeu, muito a contragosto de Estaline. Eles expulsaram os alemães da África, invadindo o Marrocos e a Argélia em 8 de Novembro de 1942. Então, em 10 de Julho de 1943, os aliados invadiram a Sicília, em preparação para um avanço pela Itália, o "ponto fraco" do Eixo, como Winston Churchill a chamou. Em 9 de Setembro, a invasão da Itália começou. No inverno de 1943, a metade sul da Itália estava em mãos Aliadas. Os italianos, muitos deles que não apoiavam a guerra, já haviam se voltado contra Mussolini. Em Julho, ele foi extirpado do poder e feito prisioneiro, apesar dos italianos terem contínuo apoio do eixo. Em 8 de Setembro, os italianos se renderam formalmente, mas a maioria da Itália que não estava em mãos aliadas era controlada por tropas alemãs e aqueles leais à nova República Social Italiana de Mussolini (Mussolini foi libertado por paraquedistas alemães), o que consistia na realidade na zona em encolhimento de controle alemão. Os alemães ofereceram dura resistência, mas em 4 de junho de 1944, Roma caiu.
De 1942 a 1944, a Segunda Batalha do Atlântico aconteceu. Os alemães esperavam cortar as linhas vitais de abastecimento entre o Reino Unido e a América, afundando muitas toneladas de carregamento com U-boats, submarinos alemães. Contudo, o desenvolvimento do contratorpedeiro e aeronaves com um alcance de patrulha maior foram eficientes para barrar a ameaça do U-boat. Em 1944, os alemães perderam a Batalha do Atlântico.
Em 6 de junho de 1944, os Aliados Ocidentais finalmente lançam o ataque mais que aguardado ao "Forte Europa" tão pedido por Estaline. A ofensiva, na Frente Ocidental, de nome código Operação overlord, começou cedo pela manhã do dia 6 de Junho. O dia, conhecido como Dia D, foi marcado por um clima instável. Rommel, que agora estava a cargo de defender a França contra um possível ataque aliado, pensou que os Aliados não atacariam durante uma tempestade, e foi em um feriado na Alemanha. Aqui, um grande erro ocorreu para os alemães, selando o sucesso da operação. Os alemães esperavam um ataque, mas no porto natural de Calais e não nas praias da Normandia. Não sabiam sobre os portos artificiais. Também, pistas plantadas pelos Aliados sugeriam Calais como o local de desembarque.
Nesse ponto, a guerra parecia estar ficando pior para a Alemanha. Em 20 de julho de 1944, um grupo de oficiais alemães tentou assassinar Hitler (o Atentado de 20 de julho, do qual participaram Claus von Stauffenberg, entre outros). A bomba que usaram o feriu, mas a segunda não foi usada, e uma mesa protegeu Hitler em um lance de sorte. Os conspiradores ainda poderiam ter arquitetado um golpe, mas apenas a cúpula da Paris ocupada agiu, prendendo forças da SS e da Gestapo na cidade. O ministro da propaganda alemã, Joseph Goebbels, agiu salvando o dia para Hitler. Esta foi uma dentre várias tentativas da resistência alemã para eliminar Hitler.
Na França, os aliados tomaram a Normandia e finalmente Paris em 25 de agosto. A leste, os russos avançaram quase até a antiga fronteira russo-polaca. Nesse momento, Hitler introduziu as armas-V, o V-1, o V-2 (mais tarde) e, o canhão V-3. V-1 e V-2 foram os primeiro mísseis utilizados na guerra moderna. O V-1 era quase sempre interceptado por pilotos aéreos, mas o V-2 era extremamente rápido e carregava uma grande quantidade de carga. Contudo, este avanço chegou muito tarde na guerra e não teve muito efeito prático. Os alemães estavam também próximos de introduzir um grande número de novas armas terríveis, incluindo aeronaves de propulsão avançada, que eram muito rápidas para para aeronaves comuns, e melhorias em submarinos que permitiriam aos alemães lutar novamente de forma eficiente no Atlântico. Tudo isso veio muito tarde para salvar Hitler. Apesar da invasão de Setembro na Holanda ter falhado (operação Market Garden), os aliados fizeram avanços contínuos. No verão de 1944, Hitler apostou tudo em uma última tentativa desesperada no Oeste, conhecida como a Batalha do Bulge, que, apesar do avanço inicial, foi um fracasso, por causa da introdução de novos tanques aliados e baixo número de tropas entre os alemães, o que evitou qualquer ação real de ser tomada.

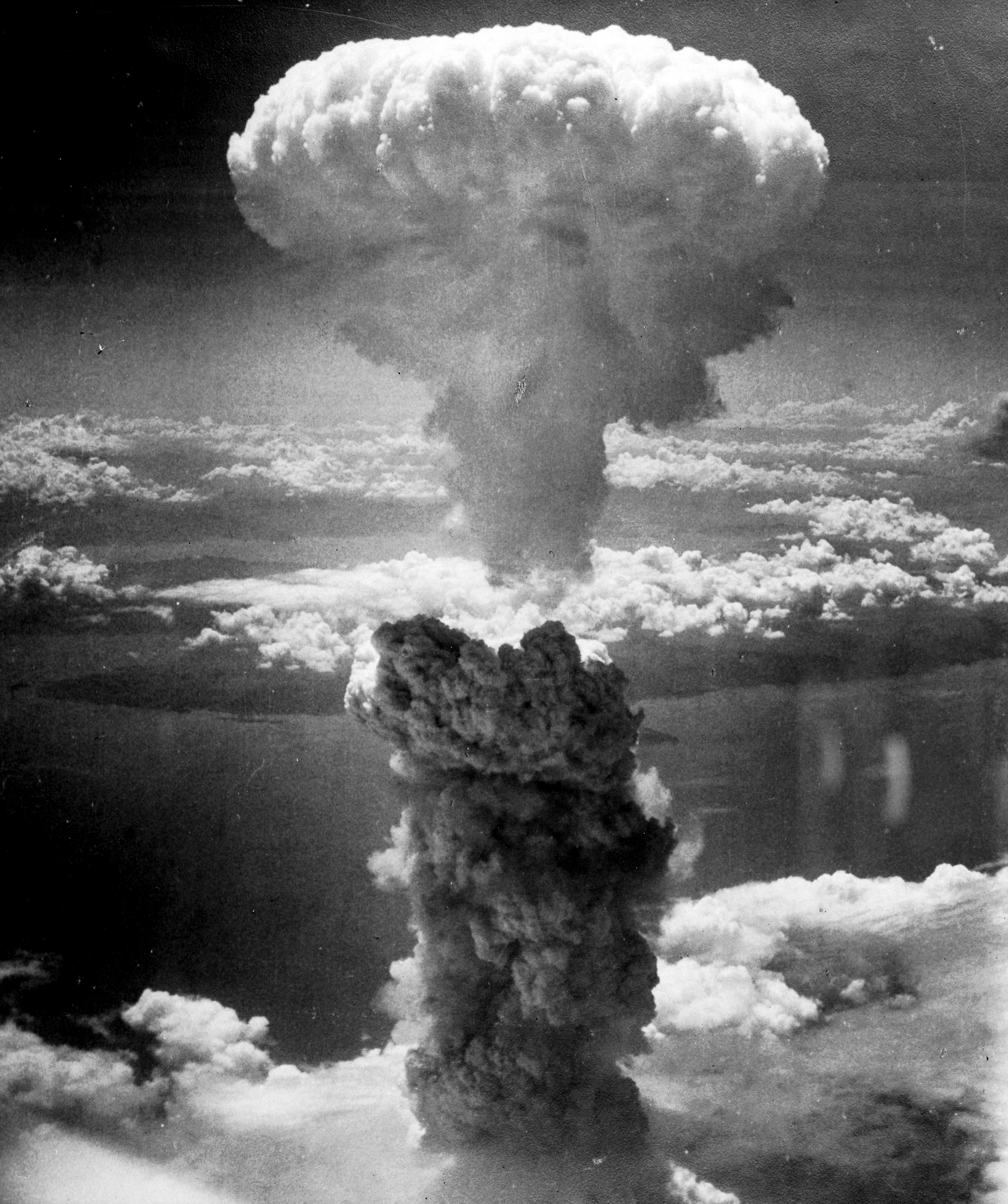
Bombardeio atômico sobre Nagasaki que determinou o fim da II Guerra Mundial.

No início de Fevereiro de 1945, os três líderes aliados, Franklin Roosevelt, Winston Churchill, e Joseph Stalin se encontraram na recém liberada Yalta na Crimeia na União Soviética na Conferência de Yalta. Ali, eles acordaram em relação a um plano para dividir a Europa do pós-guerra. A maior parte do leste foi para Stalin, que concordou em permitir eleições livre na Europa Oriental, coisa que nunca cumpriu. O oeste ficou para a Grã-Bretanha, França e Estados Unidos. A Alemanha seria dividida entre os quatro, assim como Berlim (ver: Zonas ocupadas pelos Aliados na Alemanha). Aqui o território da Guerra Fria foi estabelecido. As fundações da Cortina de Ferro e da corrida nuclear foram sedimentados por estes três homens em Yalta.
No começo de 1945 Hitler já estava muito enfraquecido. Os russos lançaram um ataque devastador a partir da Polônia, onde libertaram Varsóvia, contra a Alemanha e a Europa Ocidental, com a intenção de tomar Berlim. Os alemães sucumbiram no oeste, permitindo que os aliados penetrassem Alemanha adentro. Entretanto, o comandante das forças aliadas, o general estadunidense Dwight D. Eisenhower, recusou-se a atacar Berlim e, ao invés disso, ficou obcecado com relatórios sobre possíveis atividades de guerrilha no sul do país, o que na verdade só existia na propaganda de Joseph Goebbels. Em 25 de abril os russos tinham Berlim sitiada. Hitler permaneceu na cidade, em seu bunker (Führerbunker), e suicidou-se cinco dias depois, depois de uma cerimônia de casamento com sua amante de longa data, Eva Braun. Os alemães aguentaram mais sete dias sob o comando do Almirante Karl Doenitz, seu novo líder, mas acabaram se rendendo incondicionalmente em 7 de maio, encerrando a guerra na Europa (ver Dia da Vitória na Europa).
Nos dias 6 e 9 de agosto, após os Estados Unidos desenvolverem duas bombas nucleares (Little Boy e Fat Man), uma tropa de americanos as lançaram cada uma sobre as cidades japonesas de Hiroshima e Nagasaki respectivamente, detonando ambas as cidades. Com isso, o Japão finalmente se rendeu no dia 2 de setembro, e assim se encerrou oficialmente a guerra após 6 anos.

#### A guerra do Pacífico
- Tanques japoneses nas Filipinas.
- O afundamento do porta-aviões japonês Shoho.
- Yamato: O "super navio" japonês.

#### O Holocausto

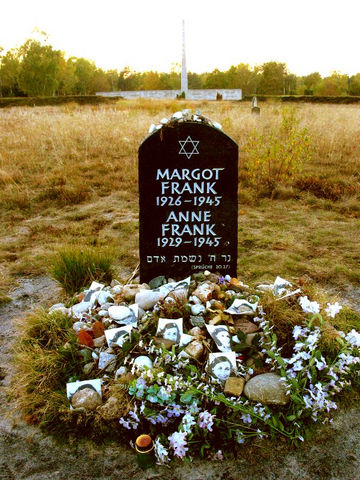
Sepultura simbólica de Margot e Anne Frank, vítimas de Bergen-Belsen.

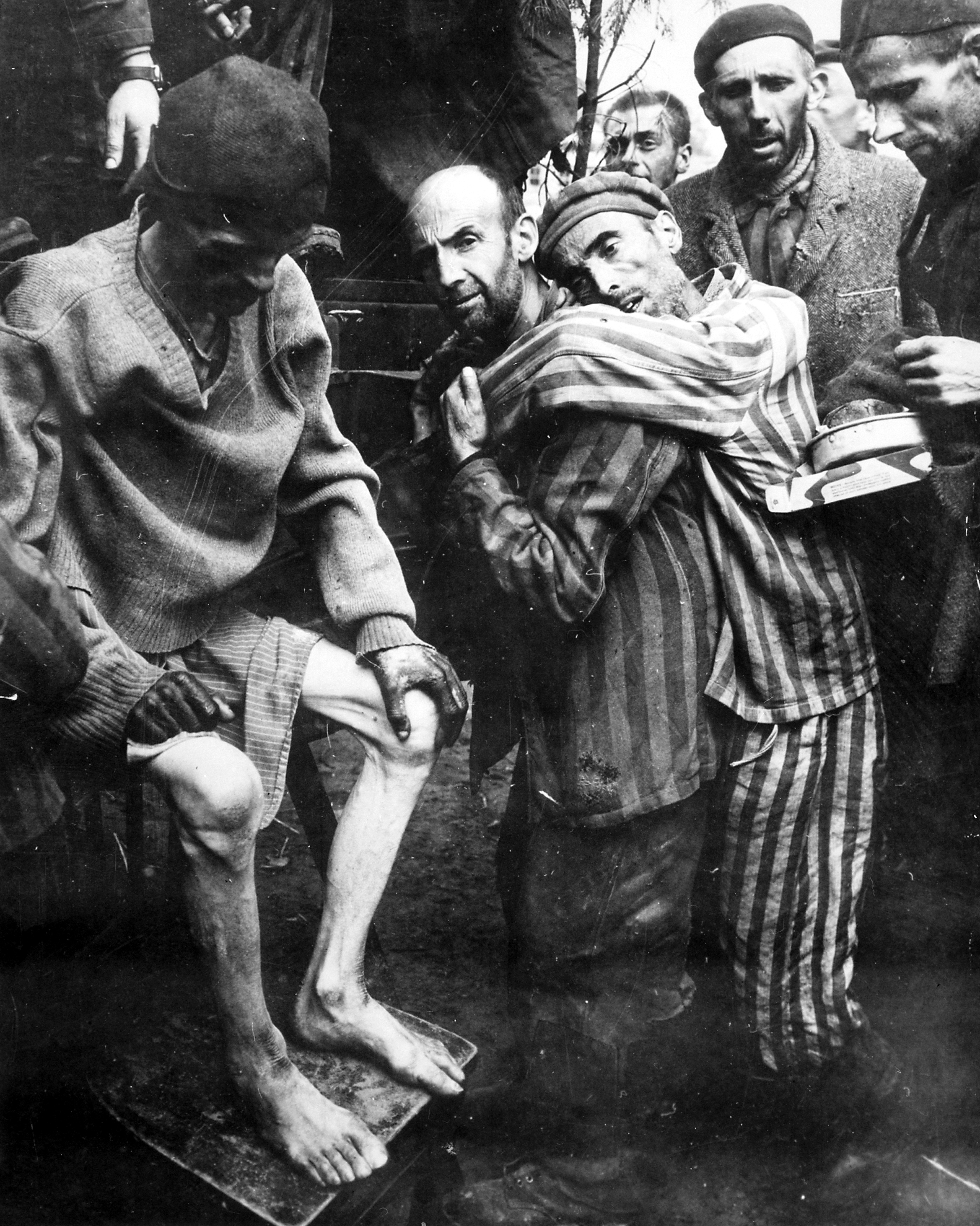
Sobreviventes de um campo de extermínio.

O Holocausto (que grosso modo significa "completamente queimado") foi o extermínio deliberado e sistemático de milhões de judeus, ciganos, eslavos, opositores políticos, prisioneiros de guerra soviéticos, homossexuais e doentes mentais e psiquiátricos, dentro do programa governamental denominado Aktion T4, antes e durante a Segunda Guerra Mundial, sob o Terceiro Reich na Alemanha. Alguns autores, porém, consideram que o Holocausto se refere apenas ao extermínio dos judeus.
Na realidade, a perseguição aos judeus teve início com a ascensão ao poder do partido nacional-socialista, muito antes da guerra, sendo o primeiro grande acontecimento a Kristallnacht ("Noite dos Cristais"). Os sentimentos antissemitas que já de há muito existiam de forma latente entre a população alemã foram consistentemente inflamados pela maquina de propaganda nazista (ver: Leis de Nuremberg).
Após a conquista da Polônia, o Terceiro Reich, que havia previamente deportado judeus e outros "indesejados", repentinamente tinha dentro de suas fronteiras a maior concentração de judeus do mundo. A solução foi isolá-los do resto da população, deportando-os para campos de concentração ou obrigando-os a viver em guetos, em condições deploráveis e de superpovoamento. Dezenas de milhares morreram assim de fome e de doença, quantas vezes na própria rua. À medida que a Alemanha ia conquistando novos territórios, as SS e os Einsatzgruppen, unidades paramilitares, reuniam e assassinavam sistematicamente os judeus.
Mas foi na Conferência de Wannsee que o regime nazi mostrou o quão longe era capaz de levar a sua loucura (ver: Eugenia nazista e Política racial da Alemanha Nazista). Com efeito, pretendia-se que o extermínio completo da população judaica fosse mais célere, eficaz e, sobretudo, sistemático. Assim, em 1942, os principais líderes nazis reuniram-se em Wannsee, nos arredores de Berlim, a fim de encontrarem aquilo que designaram como a Solução Final da Questão Judaica (em alemão, "Endlösung der Judenfrage"). Em 4 de Outubro de 1943, o comandante da SS, Heinrich Himmler, proferiu o Discurso de Posen, onde deixou claro o destino que regime reservava para os indivíduos considerados Untermensch (sub-humanos).
Tendo-se criado toda uma rede de campos de extermínio na Alemanha e na Polónia, deu-se início, em todos os territórios sob o domínio do Terceiro Reich (a França e a União Soviética ocupadas, a Polónia, a Hungria, os Países Baixos, etc.), à deportação em massa dos judeus. Nestes campos foram mortos milhões de judeus: fuzilados, enforcados e, sobretudo, gaseados. Os deportados foram igualmente utilizados como mão-de-obra escrava e como cobaias de experiências médicas. Para além disso, a fome e a sede, a insalubridade, a exposição aos elementos, os maus-tratos, a pura exaustão ceifaram centenas de milhares de vidas. Em termos globais estima-se que o total das vítimas do Holocausto se situe entre os nove e os onze milhões, seis milhões dos quais judeus.
No Julgamento de Nuremberg, a unânime condenação das experiências médicas levadas a cabo pelos nazistas levou à criação do Código de Nuremberg, um documento que visa definir uma ética para a investigação médica em seres humanos.
À entrada de um dos campos, Auschwitz, pode ler-se "Arbeit Macht Frei" ("O trabalho liberta"). No total, foram mortos sete milhões de judeus, homossexuais, Testemunhas de Jeová, ciganos e prisioneiros políticos, a maior parte nos campos de concentração. Nos campos morreram também milhões de prisioneiros soviéticos e aliados.
Tem havido alguma controvérsia quanto ao efectivo conhecimento do Holocausto pela população alemã. Ao que tudo indica, o cidadão comum estava bem informado sobre a existência dos campos de concentração, amplamente noticiada em muitos jornais e revistas. Em muitos locais da Alemanha e países ocupados, os judeus tinham de atravessar, às centenas, cidades e aldeias, a caminho das empresas que os utilizavam como mão-de-obra escrava. De qualquer forma, os soldados aliados testemunharam que o cheiro dos campos podia ser sentido numa área de muitos quilómetros. Um pequeno número de pessoas nega liminarmente que o Holocausto tenha ocorrido (ver: Negacionismo do Holocausto), se bem que tais teses tenham vindo a ser solidamente refutadas pelos mais conceituados historiadores (ver: Críticas ao Negacionismo do Holocausto).

### O mundo do pós-guerra
Depois da Segunda Guerra Mundial, a maioria do mundo industrializado estava em ruínas como resultado das bombas aéreas, bombardeios navais, e leis de proteção de campanha. Os Estados Unidos foram uma exceção notável a isto; com exceção de Pearl Harbor e alguns outros incidentes isolados, os EUA não sofreram ataques em sua terra natal. Os Estados Unidos e a União Soviética, que, apesar da devastação de suas áreas mais populosas, reconstruíram-se rapidamente, encontraram-se dividindo o mundo como as duas superpotências dominantes.
Muito do oeste da Europa foi reconstruído depois da guerra com assistência do Plano Marshall. Alemanha, grande instigadora da guerra, foi colocada sob controle militar pelos Estados Unidos, Grã-Bretanha, França e a União Soviética. Berlim, apesar de estar em território soviético, foi dividido entre os quatro poderes. A ocupação de Berlim continuaria até 1990. O Japão também foi colocado sob ocupação americana; a ocupação iria durar cinco anos, até 1949. Estranhamente, estas duas potências do Eixo, apesar da ocupação militar, logo cresceram para se tornar a segunda (Japão) e terceira (Alemanha ocidental) maiores economias do mundo. Em resposta ao Plano Marshall, a União Soviética criou em 1949, o COMECON (Conselho para Assistência Econômica Mútua). Inicialmente, o COMECON prestou auxílio aos países da Europa oriental, posteriormente também recebendo como membros, países da América Latina e Ásia.
Seguindo o fim da guerra, os Aliados da Segunda Guerra Mundial processaram um grande número de oficiais alemães por crimes de guerra e outras ofensas no Tribunal de Nuremberg. Apesar de Adolf Hitler ter cometido suicídio, muitos de seus cabeças, incluindo Hermann Göring, foram declarados culpados. Julgamentos menos conhecidos de oficiais do eixo também ocorreram, incluindo o Tribunal Militar Internacional para o Extremo Oriente que julgou os Crimes de guerra do Japão Imperial. Muitos dos crimes de guerra dos Aliados ficaram impunes.
A falha da Liga das Nações em prevenir a Segunda Guerra Mundial essencialmente dissolveu a organização. Uma nova tentativa de paz mundial começou com a fundação das Nações Unidas em 24 de outubro de 1945 em São Francisco, Califórnia. Hoje, quase todos os países são membros, mas o sucesso da organização em seus objetivos é duvidoso.

#### Israel e Palestina

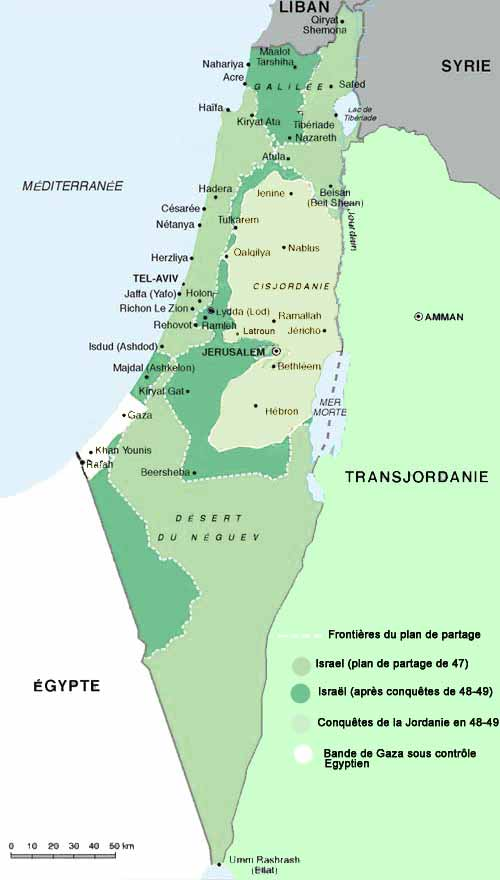
O Estado de Israel entre 1947 e 1949.

O fim da Segunda Guerra Mundial apresentou um panorama bem diferente do da Primeira Guerra: neste, a desmobilização militar foi generalizada e a produção bélica cessou. Após 1945, entretanto, as grandes potências não só conservaram os seus exércitos, mas desenvolveram ainda mais a indústria bélica, num quadro em que o armamentismo casava-se com a paz.
Fato que ficou conhecido como a corrida armamentista na Guerra Fria.
O mundo se organizou sobre novas bases, destituindo a Europa da posição de eixo do poder mundial e elegendo Washington D.C. e Moscou como novos centros, o que reativou o confronto entre capitalismo e socialismo. As nações tendiam para um ou outro polo de poder, fixado a bipolarização do mundo, marcadas pela tensão internacional, alimentada pelo conflito ideológica e política dos Estados Unidos e da União Soviética.
Os Estados Unidos despontaram como um Estado superior a qualquer outro em recursos materiais, financeiros e tecnológicos, como a nação detentora da bomba atômica, do domínio nuclear, com a vantagem de não ter sofrido a devastação e a exaustão da guerra em seu território. Para a União Soviética era vital igualar-se aos norte-americanos a fim de que o socialismo pudesse sobreviver. Assim, embora tivesse saído da guerra com um saldo catastrófico; 1 700 cidades arrasadas, 60 mil quilômetros de estradas de ferro destruídas e mais de vinte milhões de mortos; Josef Stálin colocou como metas prioritárias de seu governo a reconstrução nacional e a corrida nuclear.
Em 1949, a União Soviética alcançava parte de seus objetivos, ao dominar a tecnologia bélica nuclear. A partir daí, a conjuntura internacional estabelecia que as grandes potências seriam as que possuíssem o domínio bélico atômico. Vinte anos depois do final da Segunda Guerra, 25 nações já possuíam estatuto nuclear militar.
A Europa, embora devastada, aderiu à nova ordem, compondo com os blocos rivais. Na França, após o afinal da guerra, organizou-se a Quarta República, formada por uma aliança entre os seguidores de Charles de Gaulle, o líder do governo no exílio, e membros dos movimentos da Resistência francesa. O novo governo caracterizou-se pela divisão e instabilidade interna e pela busca contínua de recuperação econômico-financeira.
O Holocausto acelerou os esforços para repatriar e assentar judeus na Palestina. A Grã-Bretanha, que previamente havia ocupado a Palestina sob mandato da Liga das Nações, retirou-se e partiu a área em territórios palestinos e judaicos com assistência das Nações Unidas. As tensões étnicas, religiosas e políticas criadas por isso atormentaram o mundo desde então. Três guerras regionais: a Crise de Suez em 1956, a Guerra dos Seis Dias e a Guerra do Iom Quipur, envolveram Israel e países fronteiriços.
Os palestinos de Israel também resistiram ativamente à ocupação israelense na Faixa de Gaza assim como na Cisjordânia. Alguns participaram de ações como a Primeira Intifada e atentados suicidas contra militares israelenses e alvos civis, alvos que grupos como o Hamas não fazem distinção.

#### O fim do império

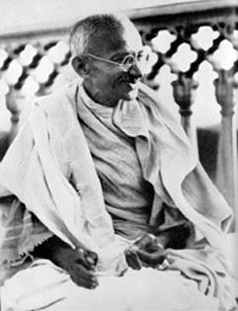
Mahatma Gandhi: a figura central na independência da Índia.

Quase todas as principais nações que estavam envolvidas na II Guerra Mundial começaram a abrir mão de suas colônias logo após o conflito. Os Estados Unidos deram a independência às Filipinas, sua principal possessão no Pacífico. Potências europeias como a Grã-Bretanha também começaram a se retirar de suas possessões na África e na Ásia. A França foi forçada a sair tanto da Indochina quanto, mais tarde, da Argélia.

#### Uma "Cortina de Ferro" se forma
A segunda metade do século XX foi profundamente prejudicada pela competição entre as duas superpotências mundiais: os Estados Unidos e a União Soviética. A situação ficou especialmente tensa com o advento das armas nucleares. Os Estados Unidos, explodiram sua primeira bomba nuclear e usaram tais armas contra Hiroshima e Nagasaki.
A União Soviética explodiu sua primeira bomba em 9 de agosto de 1949. A Grã-Bretanha, França e a República Popular da China também desenvolveram capacidades nucleares, realisticamente posando como ameaça de aniquilação da raça humana pela primeira vez na história.
Um grupo de países, os países não alinhados, optou por manter uma posição de neutralidade durante a Guerra Fria. Desejando assegurar tal neutralidade, estes promoveram a criação do Movimento Não Alinhado.
A Guerra Fria foi nomeada assim porque as duas superpotências opositoras nunca lutaram diretamente entre si. A guerra entre as duas potências poderia ter sido apocalíptica; a ameaça de uma destruição mútua certa preveniu as duas potências de iniciar um conflito aberto. Ao contrário, eles competiram por influência política e focaram em corrida armamentista e corrida espacial.
Também lutaram entre si indiretamente através de guerras por procuração, tais como a Guerra do Vietnã e a Guerra do Afeganistão. A Europa foi transformada em terra de ninguém de nações aliadas. Os Estados Unidos fundaram a Organização do Tratado do Atlântico Norte (OTAN) com a intenção de organizar as nações capitalistas da Europa Ocidental na resistência aos soviéticos.
Em resposta, a União Soviética instalou regimes comunistas em países na Europa Oriental que haviam sido ocupados ao final da II Guerra Mundial, criou o Comecon (Conselho para Assistência Econômica Mútua) e organizou estes países no Pacto de Varsóvia. A URSS também construiu o Muro de Berlim para servir como uma barreira entre a Berlim Ocidental, ocupada pela OTAN e Berlim Oriental, ocupada pelos soviéticos. O território alemão também foi dividido entre Alemanha Ocidental e Alemanha Oriental juntamente com as zonas de ocupação do final da guerra (ver: Zona de ocupação soviética na Alemanha e Zonas ocupadas pelos Aliados na Áustria). Esta divisão deu vida ao discurso de Winston Churchill sobre a Cortina de Ferro, na qual ele proclamou que "Uma cortina de ferro caiu sobre a Europa."

#### Guerra por proximidade

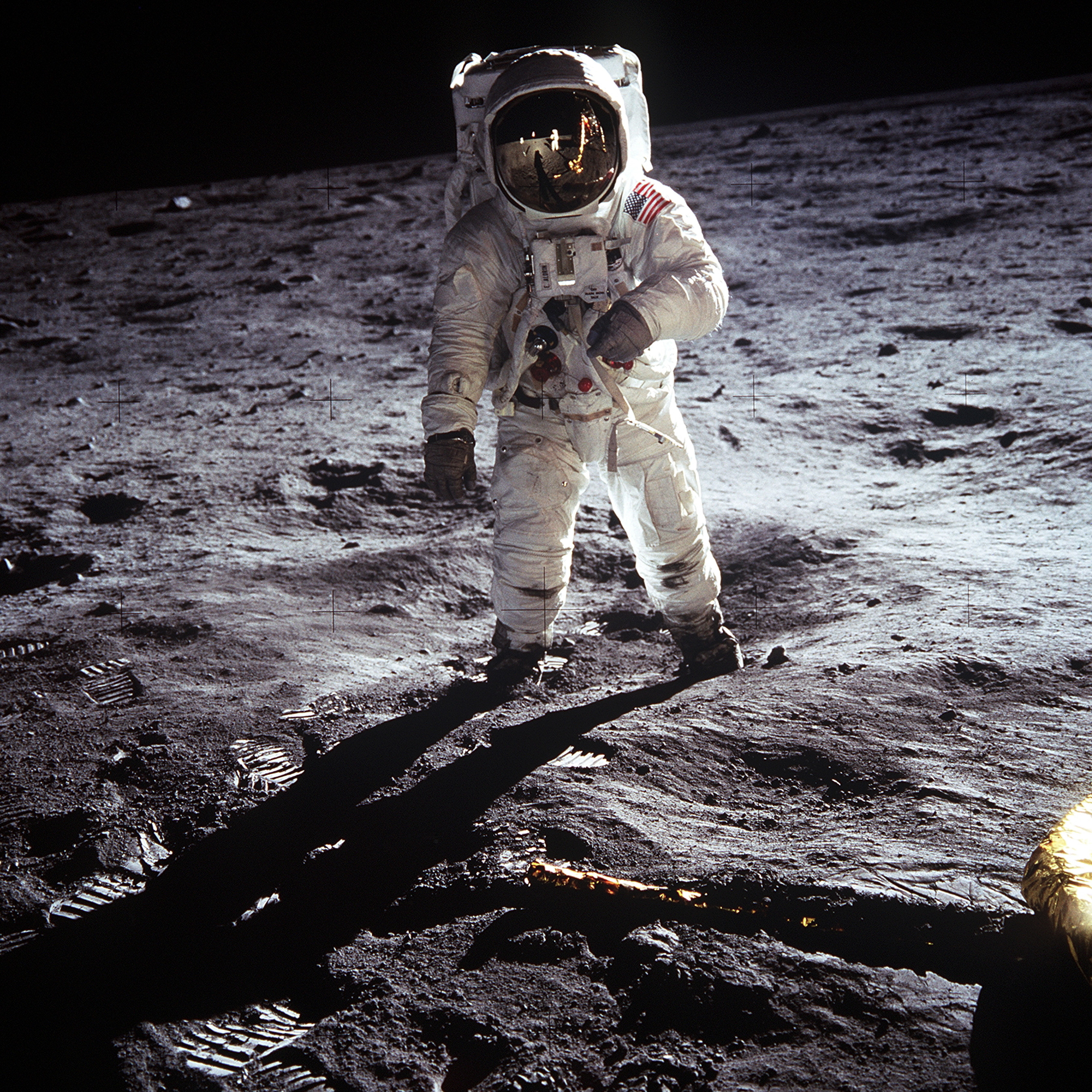
Uma das imagens mais fantásticas do século XX: o homem na Lua, 1969.

Duas guerras e uma terceira quase-guerra seriam o foco da batalha do capitalismo versus comunismo. A primeira foi a Guerra da Coreia, luta entre a Coreia do Norte, apoiada pela República Popular da China, e a Coreia do Sul, apoiada pelos Estados Unidos. A invasão da Coreia do Norte na do Sul levou à intervenção dos Estados Unidos. O general Douglas MacArthur liderou as tropas americanas, e do Canadá, Austrália, Grã-Bretanha e outros países em repelir a invasão do Norte. Contudo, a guerra chegou a um impasse depois que a intervenção chinesa empurrou as forças da ONU de volta, e um cessar-fogo terminou as hostilidades, deixando as duas Coreias divididas e tensas pelo resto do século.
A Guerra do Vietnã é provavelmente a segunda guerra mais visível do século XX, após a Segunda Guerra Mundial. Após a retirada francesa de sua antiga colônia, o Vietnã se partiu em duas metades, assim como a Coreia. Conflito entre Norte e Sul acabou por tornar-se uma guerra regional. Os Estados Unidos forneceram ajuda para o Vietnã do Sul, mas não foi diretamente envolvido até que a Resolução do Golfo de Tonkin, aprovada em reação a um suposto ataque norte-vietnamita aos contratorpedeiros norte-americanos, trouxe os Estados Unidos à guerra como beligerante.

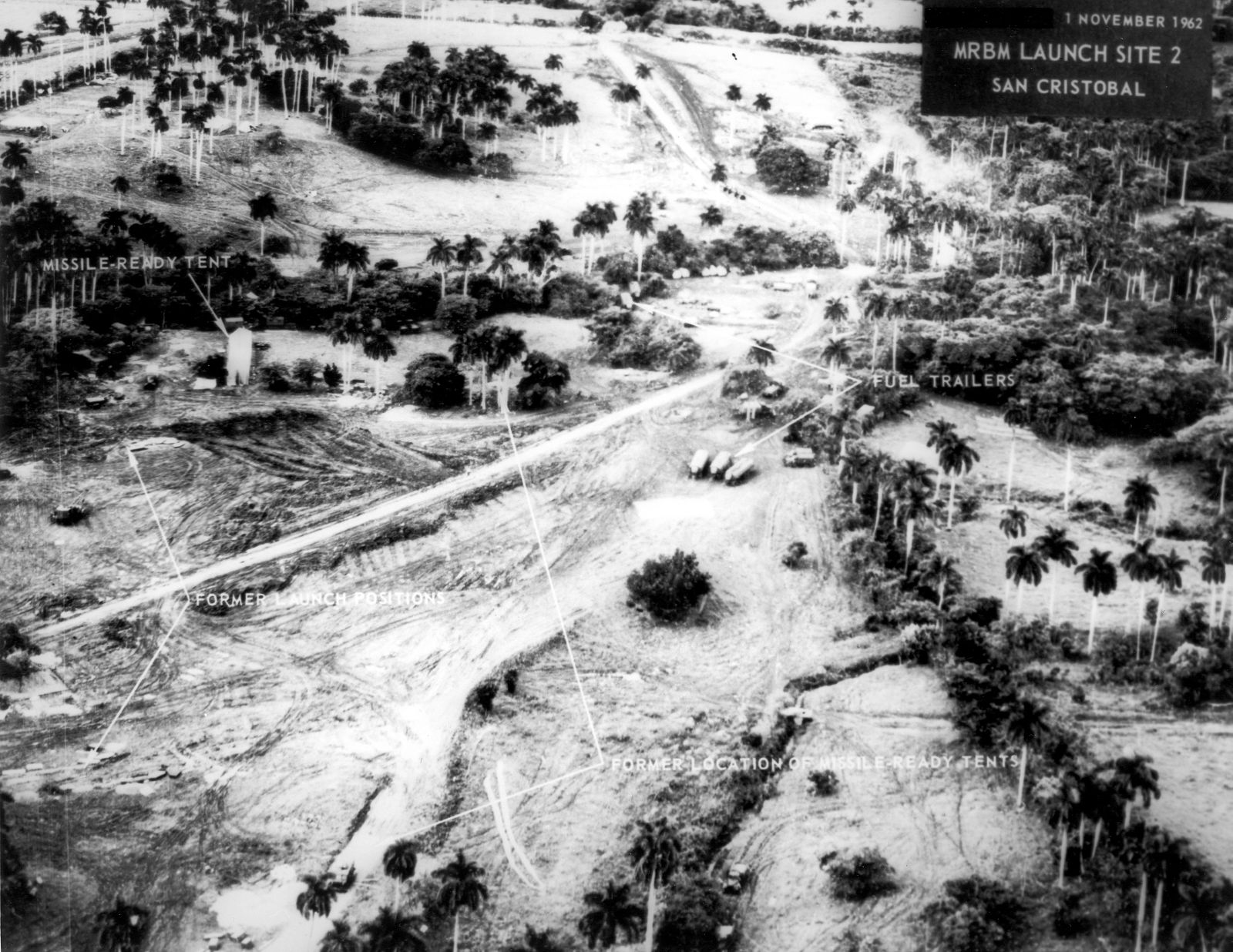
Vista aérea mostrando base de lançamento de mísseis soviéticos em Cuba, novembro de 1962. Tal acontecimento, conhecido como "Crise dos mísseis de Cuba", foi o momento mais tenso da Guerra Fria, e muitos achavam que o mundo estava às portas de uma Terceira Guerra Mundial.

A guerra foi inicialmente vista como uma batalha para conter o comunismo (ver Doutrina Truman, Contenção e Teoria do Dominó), mas, conforme mais norte-americanos eram convocados e notícias de eventos como a Ofensiva do Tet e o massacre de My Lai vazaram, o sentimento norte-americano se voltou contra a guerra. O Presidente dos Estados Unidos Richard Nixon foi eleito em parte devido a uma promessa de um "plano secreto" para parar com a guerra.
Esta Doutrina Nixon envolveu uma retirada gradual de forças norte-americanas; Unidades sul-vietnamitas deveriam substituí-las, com a cobertura de poder aéreo norte-americano. Mas o plano não foi bem sucedido, e a guerra espalhou-se para o vizinho Camboja enquanto forças sul-vietnamitas foram empurradas mais ainda. Com o tempo, os Estados Unidos e o Vietnã do Norte assinaram os Acordos de Paz de Paris, encerrando o envolvimento dos Estados Unidos na guerra. Sem a ameaça da retaliação dos Estados Unidos, o Norte continuou a violar o cessar-fogo e invadiu o Sul com força militar total. Saigão foi capturada em 30 de abril de 1975, e o Vietnã foi unificado sob um governo comunista um ano mais tarde, efetivamente trazendo um final a uma das guerras mais impopulares de todos os tempos.
A crise dos mísseis de Cuba ilustrou quão próximo se esteve de entrar em uma guerra nuclear durante a Guerra Fria. Cuba, sob o governo socialista de Fidel Castro, firmou laços fortes com a União Soviética. Isto obviamente inquietou os Estados Unidos, devido a proximidade de Cuba. Quando o avião espião Lockheed U-2 voou sobre a ilha revelando que lançadores de mísseis soviéticos estavam sendo instalados, o Presidente dos Estados Unidos, John F. Kennedy, instituiu um bloqueio naval e publicamente confrontou a União Soviética. Depois de uma semana tensa, a União Soviética voltou atrás e mandou removerem os lançadores, não querendo o risco de iniciar uma nova guerra mundial.
- John F. Kennedy
- Cenas da Guerra do Vietnã.
- Prisioneiro vietcongue em 1967.
- Soldado vietcongue em 1968.

### "Um salto gigante para a humanidade"

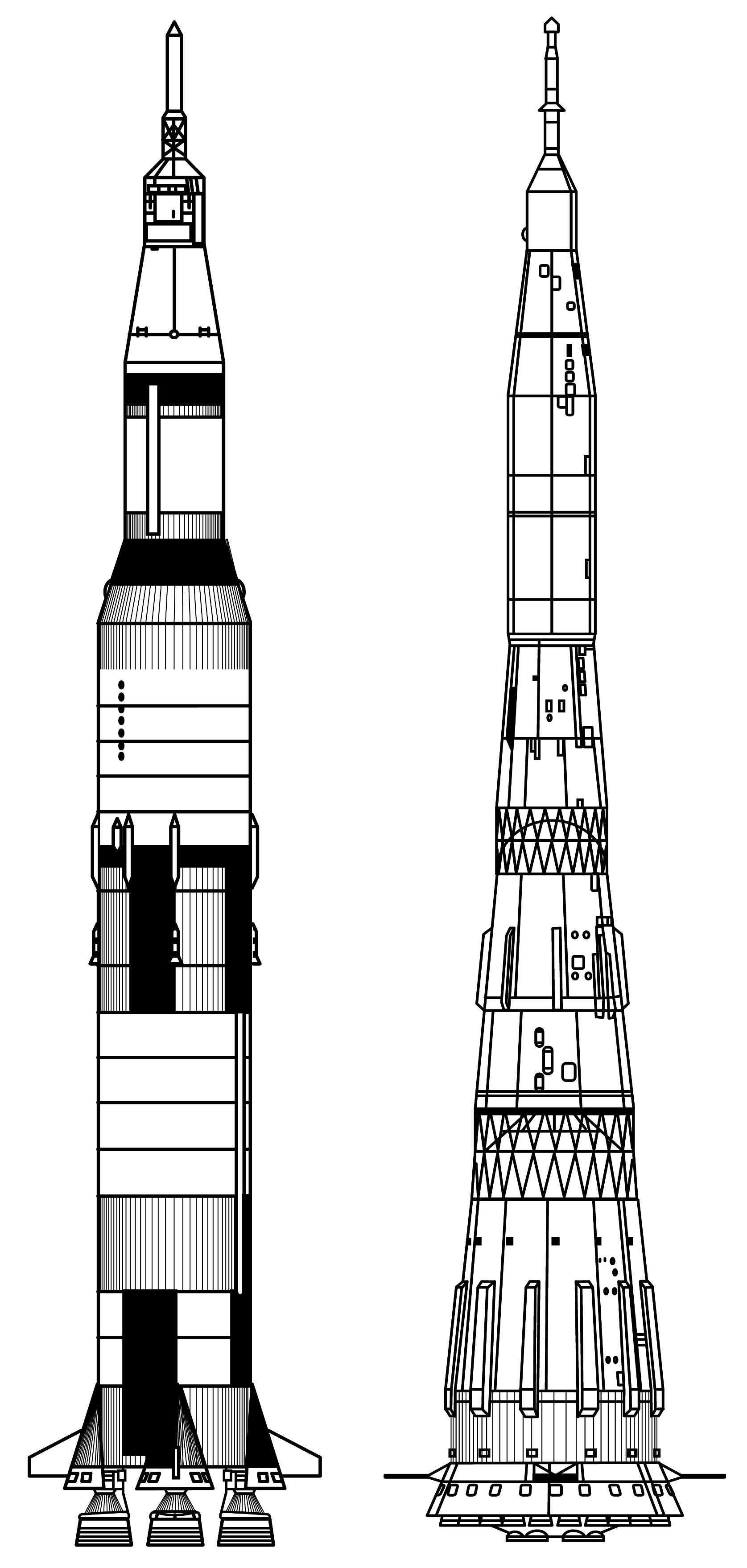
Foguetes Saturno V (Estados Unidos) e N1 (União Soviética).

Com as tensões da Guerra Fria correndo soltas, a União Soviética e os Estados Unidos levaram sua rivalidade às estrelas em 1957 com o lançamento soviético da Sputnik 1 (ver: Crise do Sputnik). Uma "corrida espacial" entre as duas potências se seguiu. Apesar da URSS ter alcançado diversos feitos importantes, como a primeira nave na Lua (Luna 2) e o primeiro humano no espaço (Yuri Gagarin), os Estados Unidos acabaram alcançando a dianteira com seus programas Mercury, Gemini e Apollo, que culminaram no pouso tripulado da Apollo 11 na Lua. Cinco outros pousos tripulados deram sequência (Apollo 13 foi forçado a abortar a missão). Em adição, ambos os países lançaram inúmeras sondas no espaço, como a Venera 7 e Voyager 2.
Nas décadas seguintes, o espaço tornou-se um lugar um tanto quanto mais amigável. Voos espaciais tornaram-se possíveis com o ônibus espacial norte-americano, que foi a primeira espaçonave reutilizável a ser usada com sucesso. A Mir e Skylab permitiram uma habitação humana prolongada no espaço. Na década de 1980, ocorreram tentativas de militarizar o espaço: o presidente dos EUA, Ronald Reagan, propôs o projeto de armas espaciais "Guerra nas Estrelas" (Iniciativa Estratégica de Defesa), para construir um sistema de defesa antimísseis orbital. Em resposta, a URSS desenvolveu o Polyus, uma estação de combate espacial. Nos anos 1990, o trabalho na Estação Espacial Internacional começou.

#### Aurora da Era da Informação
A criação do transistor revolucionou o desenvolvimento do computador. Os primeiros computadores, aparelhos eletromecânicos do tamanho de um quarto construídos para quebrar códigos criptográficos durante a II Guerra Mundial, se tornaram mais poderosos (ver: Enigma e Ultra). Computadores tornaram-se reprogramáveis ao invés de aparelhos de um propósito fixo.
A invenção da linguagem de programação significava que os operadores de computador poderiam se concentrar em solução problemas em um alto nível, sem ter que pensar em termos de instruções individuais para o próprio computador.
A criação de sistemas operacionais ou sistemas operativos também desenvolveu muito a produtividade da programação. Arquitetando nisso, os pioneiros do computador podiam agora perceber o que eles tiveram visão. A interface gráfica, pilotada por um mouse de computador tornou simples o aproveitamento do potencial do computador. O armazenamento para programas de computador progrediu de cartões perfurados e fita de papel a fita magnética, discos flexíveis e discos rígidos. Memória magnética e memória de bolha acabaram como memória de acesso aleatório (RAM).
A invenção do processador de texto, da folha de planilha e a database aprimoraram muito a produtividade sobre o antigo papel, máquina de escrever e gabinetes. A vantagem econômica dada às empresas levou a eficiências econômicas nos próprios computadores. CPUs mais econômicos levaram a centenas de empresas e designs caseiros de computadores; o computador caseiro estourou, liderado pelo Apple II, o ZX80, o Commodore PET e o MSX.
IBM, pensando em que o futuro agora estava em computadores individuais ao invés de enormes terminais presos a um mainframe, desenvolveram seu IBM Personal Computer. Crucialmente, a IBM fez todas as especificações de seu computador abertas ao invés de privadas, com exceção da BIOS. Como o único impedimento para um sistema aberto com desenvolvedores interdisciplinares era a BIOS, foi realizada uma engenharia reversa pela Compaq, e o PC IBM se tornou o primeiro sistema de computadores completamente aberto, levando-o ao seu atual domínio do mercado. Aproveitando esta onde de popularidade, os vendedores do sistema operacional do PC (Microsoft) levantaram-se para ocupar o espaço de empresa de software mais poderosa do mundo.
A década de 1980 foi considerada a Era da Informação. A ascensão de aplicativos de computador e processamento de dados transformou "informação" etérea tão preciso como comodidades físicas. Isto trouxe o espectro de "Propriedade Intelectual", aonde pessoas e companhias lutariam pelo controle de simples fatos e ideias, motivados pela nova economia focada nestas coisas. O governo dos Estados Unidos fez algoritmos patenteáveis, formando a base de Patente de Software. A controvérsia disto e de Propriedade de Software levou Richard Stallman a criar a Free Software Foundation, e começar o Projeto GNU.
Computadores também viraram uma plataforma de entretenimento. Jogos de Computador foram desenvolvidos por programadores de software exercitando sua criatividade em grandes sistemas em universidades, mas estes esforços só foram comercialmente vitoriosos com jogos de arcade como "PONG" e "Space Invaders". Uma vez que o mercado de computadores pessoais estava estabilizado, jovens programadores em seus quartos criaram a essência da indústria de jogos para jovens. Para conseguir vantagem em tecnologia avançada, jogos de console foram criados. Como sistemas de arcade, estas máquinas tinha hardware especializado desenhado para operações de jogos (como sprites e movimento paralaxe) ao invés de tarefas de computadores comuns.
Redes de computadores apareceram em dois grandes estilos: a LAN (Local Area Network), ligando computadores em um escritório ou escola entre eles, e a WAN (Wide Area Network), ligando as LANs e unindo-as. Inicialmente, computadores dependiam de redes de telefone para se linkarem, fazendo surgir a subcultura dos Bulletin Boards. Entretanto, um projeto DARPA para criar redes de computadores a prova de bomba levaram a criação da Internet, uma rede de redes. A base desta rede era o robusto protocolo de rede TCP/IP. Graças aos esforços de Al Gore, a Internet cresceu além de seu papel militar quando universidades e empresas comerciais ganharam permissão para conectar suas redes a ela.
O maior ímpeto foi o correio eletrônico, uma forma muito mais rápida e conveniente de comunicação do que a carta convencional e a distribuição de memorandos. Entretanto, a Internet continuou um "segredo bem guardado" para o público geral, que estavam acostumados com Bulletin Boards e serviços como Compuserve e America Online. Isto mudou quando Tim Berners-Lee desenvolveu uma forma mais simples do hipertexto de Vannevar Bush, que criou a World Wide Web. A "teia" subitamente transformou a Internet numa imprensa além das barreiras geográficas de países físicos; foi chamado cyberespaço. Qualquer um com um computador e conexão com a Internet poderia fazer páginas em simples formato HTML e publicar suas ideias ao mundo.
O imenso sucesso da rede também deu combustível ao comércio pela Internet. Compras em casa sempre foram um elemento de "visões do futuro" desde o desenvolvimento do telefone, mas agora a competição era para prover consumismo conveniente e interativo. Companhias de comércio através de websites ficaram conhecidas como "Ponto Com" devido ao sufixo ".com" de endereço comercial de Internet.

### O mundo no fim do século XX

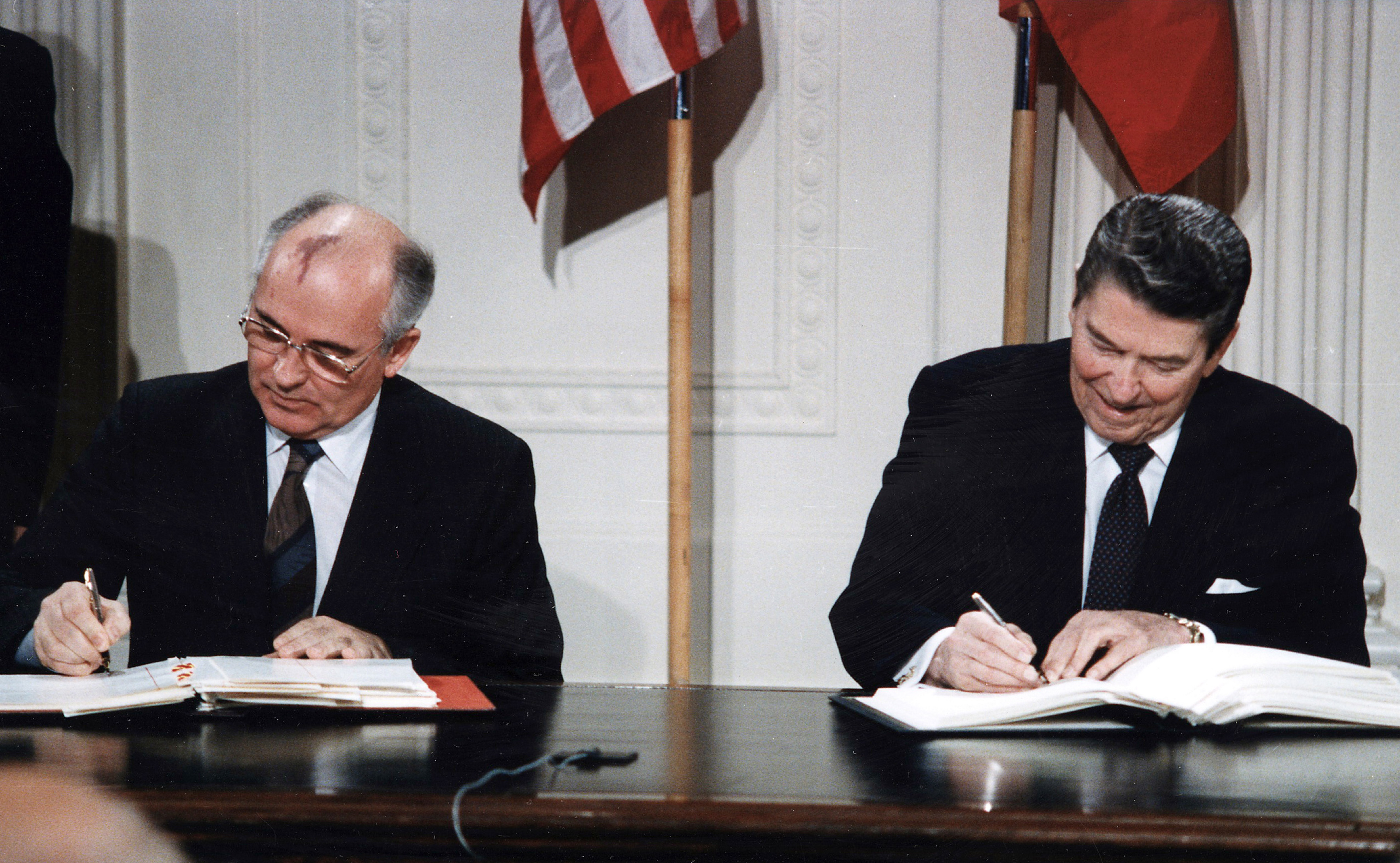
Mikhail Gorbachev e Ronald Reagan assinam o Tratado INF.

Ao final do século XX, o mundo estava em grandes encruzilhadas. Ao longo do século, mais avanços tecnológicos foram feitos do que em toda a história precedente. Computadores, a Internet e outras tecnologias alteraram radicalmente o cotidiano. Contudo, muitos problemas desafiam o mundo.
Primeiramente, a diferença entre as nações ricas e as pobres continua a crescer. Alguns dizem que esse problema não pode ser resolvido, que havia uma quantidade específica de riqueza e só poderia ser dividida entre esse tanto. Outros dizem que nações poderosas com grandes economias não estão fazendo o suficiente para rapidamente desenvolver as economias do Terceiro Mundo. Contudo, países em desenvolvimento desafiam muitas questões, incluindo a quantidade de tarefas a serem resolvidas, populações com grande crescimento e a necessidade de proteger o meio ambiente, e o custo que isso gera.
Em segundo lugar, doenças ameaçam desestabilizar muitas regiões do mundo. Novos vírus como o SARS, Nilo Ocidental e Gripe das aves continuaram a se espalhar rápida e facilmente. Em nações pobres, a malária e outras doenças afetam a maioria da população. Milhões são infectados com o VIH, o vírus que causa a SIDA. O vírus tornou-se uma epidemia no sul da África.
Globalização crescente, especificamente uma Americanização, também estava ocorrendo. Apesar de não ser necessariamente uma ameaça, causa sentimentos antiocidente e antiamericano em partes do mundo, especialmente o Oriente Médio. O inglês rapidamente tornou-se uma língua global, com os povos que não o falam tornando-se crescentemente em desvantagem.

## Papas do século XX
- Papa Leão XIII, foi Papa de 20 de fevereiro de 1878 a 20 de julho de 1903, foi eleito no século XIX mas é considerado papa do século XX já que passou a virada do século.
- São Pio X, foi Papa de 4 de agosto de 1903 a 20 de agosto de 1914.
- Papa Bento XV, foi Papa de 3 de setembro de 1914 a 22 de janeiro de 1922. Foi o Papa da Primeira Guerra Mundial.
- Papa Pio XI, foi Papa de 6 de fevereiro de 1922 a 10 de fevereiro de 1939.
- Papa Pio XII, foi Papa de 2 de março de 1939 a 9 de outubro de 1958. Foi o Papa da Segunda Guerra Mundial.
- São João XXIII, foi Papa de 28 de outubro de 1958 a 3 de junho de 1963.
- São Paulo VI, foi Papa de 21 de junho de 1963 a 6 de agosto de 1978.
- Papa João Paulo I, foi Papa de 26 de agosto de 1978 a 28 de setembro de 1978.
- São João Paulo II, foi Papa de 16 de outubro de 1978 a 2 de abril de 2005, o papa da virada do século XX para o XXI e da virada do milênio, tendo o terceiro pontificado mais longo da história da igreja católica.

## Anos
| Década de 1890 | 1890 | 1891 | 1892 | 1893 | 1894 | 1895 | 1896 | 1897 | 1898 | 1899 |
| Década de 1900 | 1900 | 1901 | 1902 | 1903 | 1904 | 1905 | 1906 | 1907 | 1908 | 1909 |
| Década de 1910 | 1910 | 1911 | 1912 | 1913 | 1914 | 1915 | 1916 | 1917 | 1918 | 1919 |
| Década de 1920 | 1920 | 1921 | 1922 | 1923 | 1924 | 1925 | 1926 | 1927 | 1928 | 1929 |
| Década de 1930 | 1930 | 1931 | 1932 | 1933 | 1934 | 1935 | 1936 | 1937 | 1938 | 1939 |
| Década de 1940 | 1940 | 1941 | 1942 | 1943 | 1944 | 1945 | 1946 | 1947 | 1948 | 1949 |
| Década de 1950 | 1950 | 1951 | 1952 | 1953 | 1954 | 1955 | 1956 | 1957 | 1958 | 1959 |
| Década de 1960 | 1960 | 1961 | 1962 | 1963 | 1964 | 1965 | 1966 | 1967 | 1968 | 1969 |
| Década de 1970 | 1970 | 1971 | 1972 | 1973 | 1974 | 1975 | 1976 | 1977 | 1978 | 1979 |
| Década de 1980 | 1980 | 1981 | 1982 | 1983 | 1984 | 1985 | 1986 | 1987 | 1988 | 1989 |
| Década de 1990 | 1990 | 1991 | 1992 | 1993 | 1994 | 1995 | 1996 | 1997 | 1998 | 1999 |
| Década de 2000 | 2000 | 2001 | 2002 | 2003 | 2004 | 2005 | 2006 | 2007 | 2008 | 2009 |